# Palácio de Pavlovsk

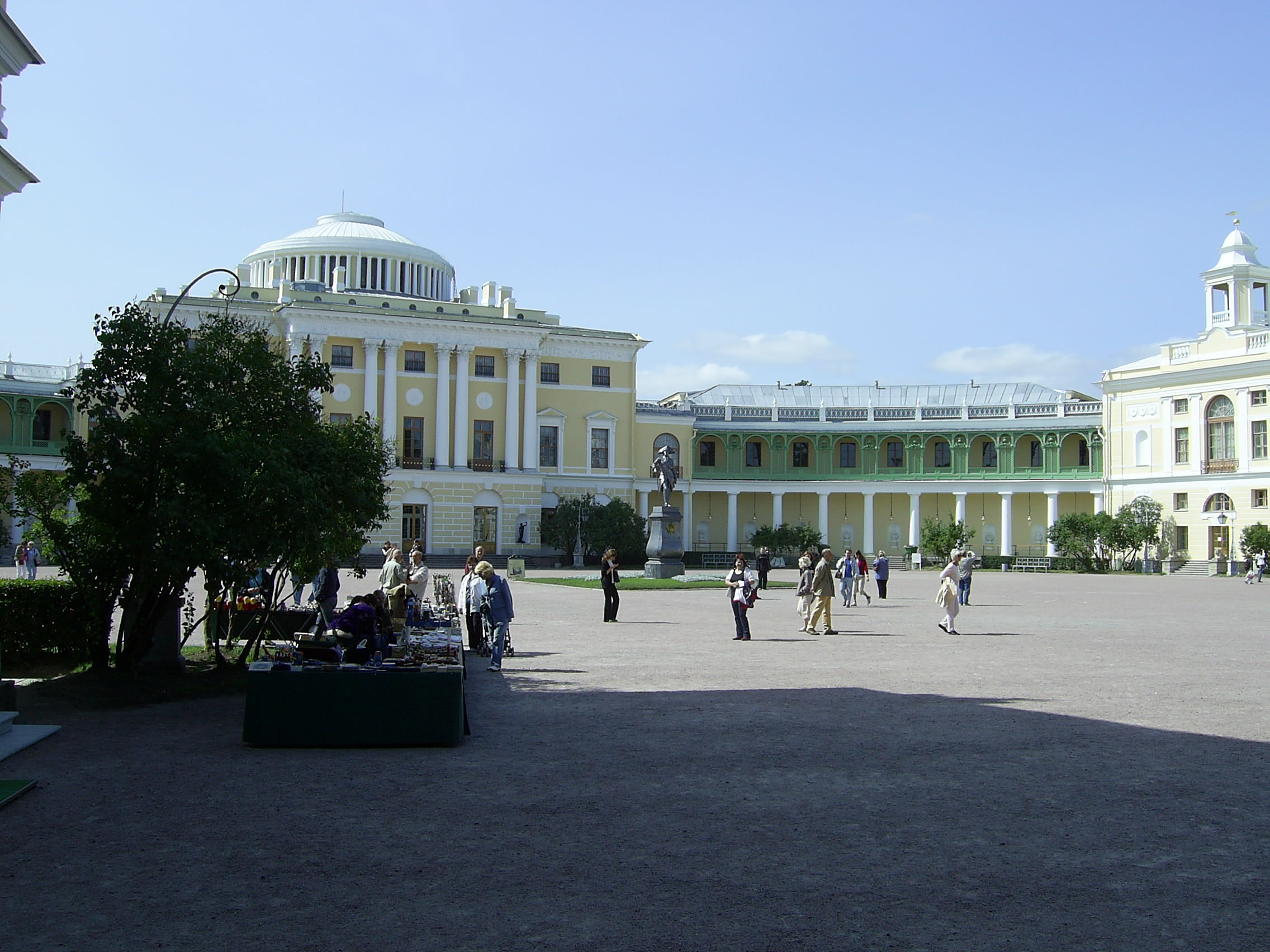
Edifício central e parte da ala norte Palácio de Pavlovsk.

O Palácio de Pavlovsk, ou simplesmente Pavlovsk, foi uma das principais residências da Família Imperial da Rússia, actualmente convertida num museu estatal. Situado nas margens do Rio Slavianka, em São Petersburgo, fica a uns escassos três quilómetros do conjunto de palácios de Tsarskoye Selo.
O palácio foi iniciado no ano de 1777 pelo czarevich Paulo, mais tarde czar Paulo I da Rússia, como uma residência campestre próxima do Palácio de Catarina, a faustosa residência de sua mãe, a czarina Catarina II da Rússia, em Tsarskoye Selo. O palácio viu-se influenciado pela visita que Paulo e a sua segunda esposa, a Princesa Maria Sofia Doroteia de Würtemberg realizaram à Europa, visitando a França, a Itália e a Áustria. Tiveram especial influência no edifício as recordações que os jovens príncipes russos tinham da sua estadia em Paris, onde haviam sido recebidos pelo Rei Luís XVI de França e pela arquiduquesa Maria Antonieta de Áustria.
Depois da morte do czar Paulo I, o palácio passou para a posse do grão-duque Nicolau, mais tarde czar Nicolau I da Rússia, que por sua vez o deixou ao seu segundo filho, o Grão-duque Constantino da Rússia. O palácio permaneceu nas mãos do ramo Constantinovich dos Romanov até que foi expropriado pelo governo bolchevique em 1917.

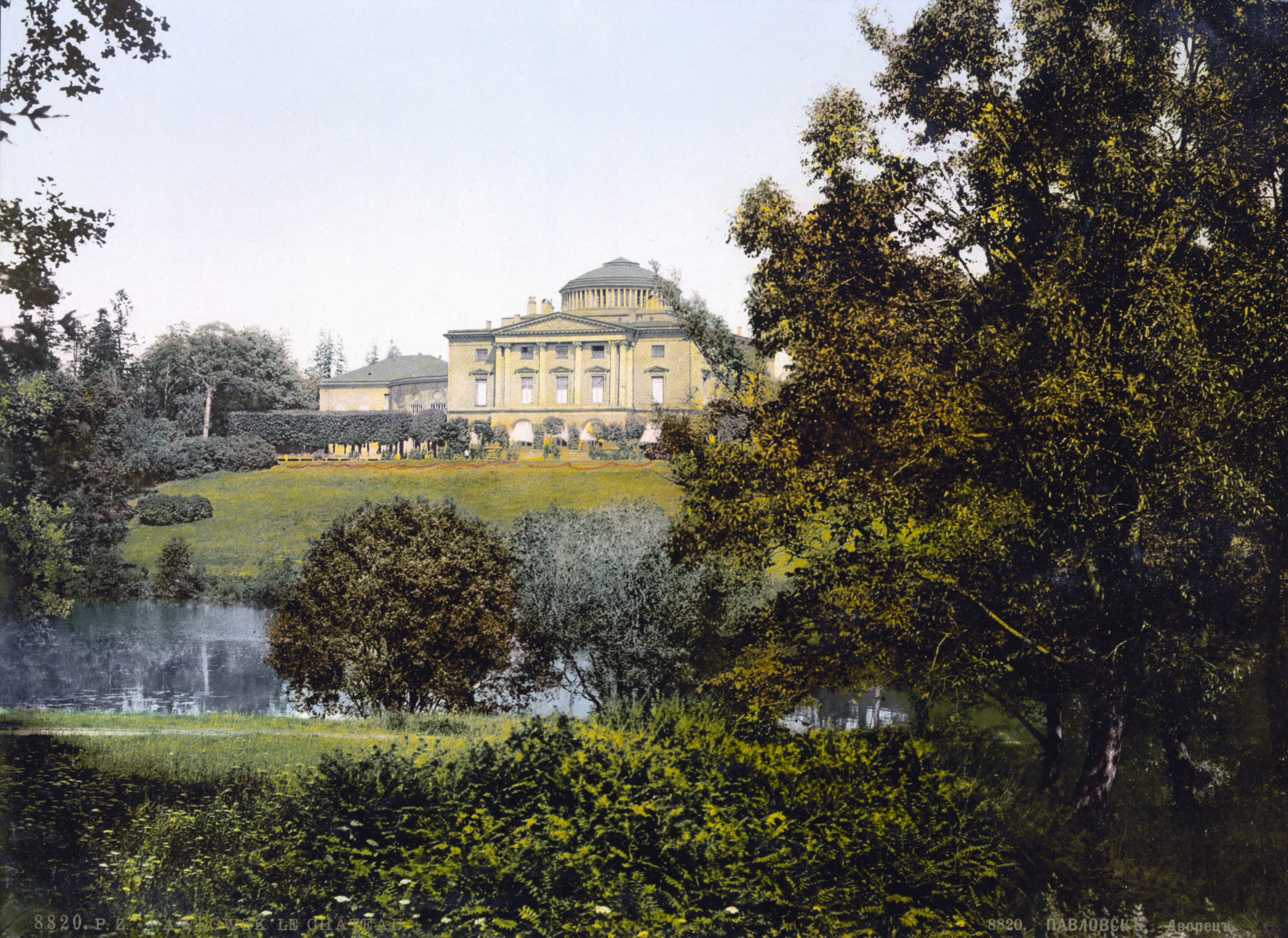
O Palácio de Pavlovsk no final do século XIX.

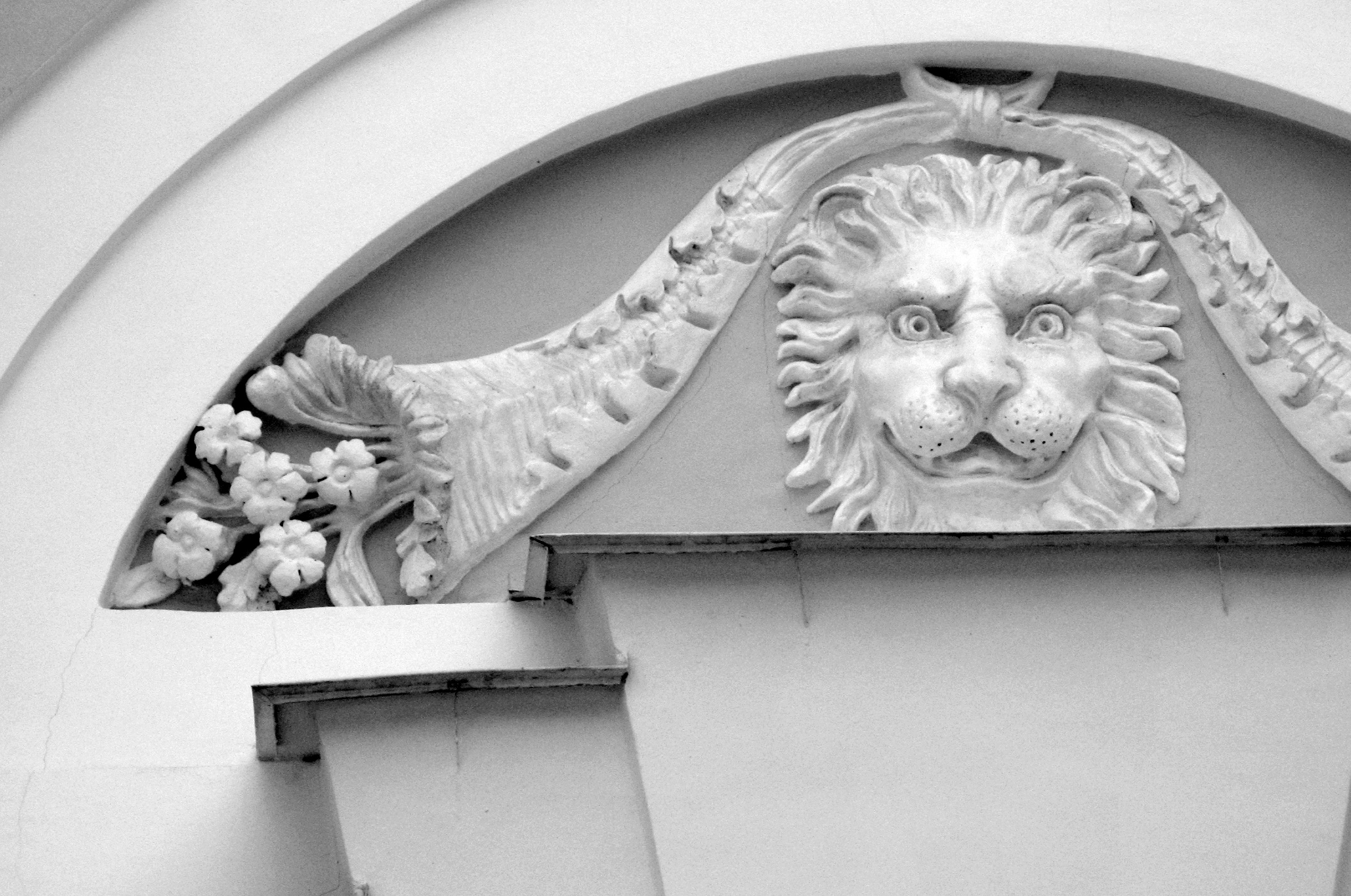
Leão com flores em relevo, pormenor da decoração.

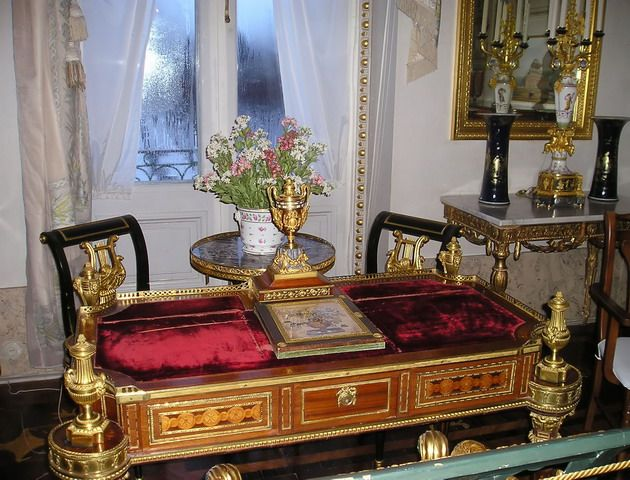
Pormenor de uma sala do Palácio de Pavlovsk.

## História

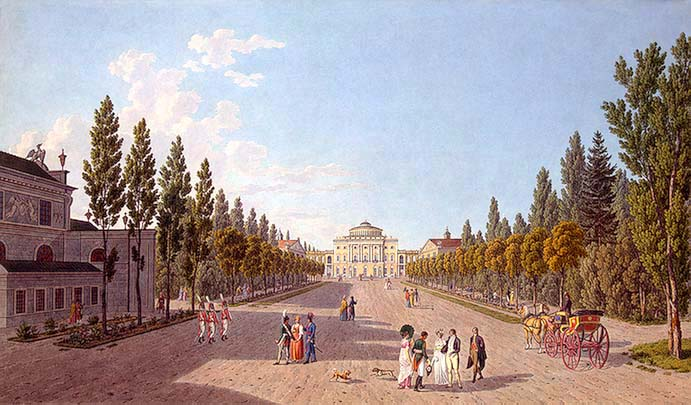
Vista do Palácio de Pavlovsk e parque em 1808.

Pavlovsk foi construído para o Czar do Império Russo Paulo I, único filho de Catarina, a Grande. O palácio fica localizado a sudeste da cidade de São Petersburgo, algumas milhas para lá da cidade de Tsarskoe Selo. A propriedade original possuía cerca de 1.500 acres e foi um presente de Catarina a Paulo pelo nascimento do seu primeiro filho, o futuro Czar Alexandre I da Rússia, em 1777.  Os trabalhos para a construção do palácio começaram em 1781, sob a direcção do famoso arquitecto escocês Charles Cameron. Sendo um dos arquitectos preferidos de Catarina não agradou a Paulo nem à sua esposa, Maria. Paulo detestava a sua mãe e tinha uma aversão habitual aos seus favoritos. Depois da saída de Cameron, muitos outros arquitectos trabalharam em Pavlovsk, incluindo Voronikhin, Brenna, Rossi e outros.
Pavlovsk tem um aspecto e sensação duais, o que reflecte as diferentes perspectivas e gostos dos seus possuidores, Paulo e Maria. A mão de Paulo pode considerar-se nos adornos militaristas proeminentes em muitas das salas de aparato, enquanto que por outro lado se pode ver no trabalho o gosto sofisticado e refinado da sua esposa.
Depois do assassinato de Paulo I, ocorrido em 1801 no Castelo Mikhailovsky, Pavlovsk converteu-se na principal residência da sua viúva. Após o falecimento desta, em 1828, passou para o seu filho, o duque magnífico Mijail Petrovich. Mijail não tinha filhos, pelo que deixou o palácio ao seu sobrinho Konstantin Nikolayevich, que por sua vez o passou a o seu filho, o famoso poeta Konstantine Konstantinovich. Durante este período, o edifício principal do palácio foi reconhecido pela família Romanov como uma herança artística e histórica única, e preservado como um museu virtual. A decoração sofreu muito poucas alterações, pelo que manteve o aspecto e a sensação de inícios do século XIX.
Depois da Revolução Russa de 1917, o palácio passou por épocas difíceis que implicaram muitas ameaças para a sua própria sobrevivência. Durante a Segunda Guerra Mundial, o palácio foi danificado e saqueado gravemente. Foi restaurado depois da guerra, encontrando-se actualmente aberto ao público como museu.

## Arquitectura
O palácio tem a forma de um semicírculo e está plenamente integrado num enorme parque de estilo inglês que contribui para constituir a singela estrutura do Palácio de Pavlovsk numa edifício majestoso. O palácio situa-se no alto de um cerro, o que faz com que receba os primeiros raios de sol de cada dia. Essa localização contribui para que tenha um ar senhorial.
O desenho do bloco central do Palácio de Pavlovsk, com as suas linhas austeras e cúpula baixa, é trabalho de Charles Cameron.
O arquitecto empregou o uso dos capitéis coríntios e de frisos finos, por forma a abrandar a forma austera do quadrado bloco central. Estes adornos e o uso de uma colunata algo delicada em volta da cúpula são de inspiração helénica e romana. A coragem de Cameron no emprego destes estilos havia impressionado fortemente Catarina, a Grande, a qual recorrera aos seus serviços com frequência, especialmente nos seus próprios aposentos privados em Tsarskoe Selo.
Entre os que contribuíram para a construção e decoração do Palácio de Pavlovsk encontram-se os arquitectos Carles Cameron, Vicenzo Brenna, Giacomo Quarenghi, Andrei Virinikhin e Carlo Rossi. No palácio existem obras dos escultores Ivan Prokofyev, Ivan Martos, Mikhail Kozlovsky, Fiodor Gordeyev e Vasily Demuth-Malinovsky. Também possui obras dos pintores Giovanni Scotti, Andrei Marynov e Johann Mettenleiter.
Entre as divisões interiores mais destacadas encontram-se o Vestíbulo Egípcio, o Vestíbulo Grego e o Vestíbulo Italiano.

## Interiores

### Grande Galeria
A Grande Galeria carrega o nome alternativo de Sala do Trono, uma vez que conteve em tempos uma Cadeira de Estado. Aqui, Paulo I presidia as cerimónias dos Cavaleiros de Malta, de cuja ordem foi Grão Mestre entre 1797 e a sua morte, em 1801. Nessa época, a decoração do interior ainda não tinha sido concluída - o dourado das moldagens e a pintura do painel do tecto ali estava por fazer quando a Cadeira de Estado ainda estava instalada, sob um baldaquino de veludo bordado com os brasões Imperiais e os símbolos dos Cavaleiros de Malta, contra uma janela, como fundo, com uma draparia do mesmo fabrico pendurada.
A Grande Galeria foi desenhada por Brenna como uma unidade arquitectónica autónoma, um bloco isolado, com grandes janelas francesas instaladas sob arcos em todas as quatro paredes (a janela que dá para o aposento anexo tem espelhos em vez de vidro). As arquivoltas foram suportadas por cariátides executadas, a partir de esboços de Brenna, por Ivan Martos e Mikhail Kozlovsky, notáveis escultores russos. Destruídas durante a Segunda Guerra Mundial, as figuras têm sido reproduzidas por Nadezhda Maltseva e Tamara Shabalkina com aconselhamento artístico do Professor Igor Krestovsky.
Esta galeria, a maior do palácio, desenhada numa planta quadrada, com nichos truncados nos cantos contendo, cada um deles, um fogão embelezado com moldagens, o que produz um efeito de magnificência e grandeza. A abundância de estuques ornamentais, a leveza da parede branca e ouro com madeira entalhada, as portas de mogno polido com decorações douradas, tudo reforça esta impressão.
A decoração da Grande Galeria providencia um cenário digno para as cerimónias da Corte.
A altura da galeria foi sentida como desproporcional ao seu comprimento e largura (toda a área com 400 metros quadrados), uma vez que Brenna foi contra a sua ampliação, nesta secção particular do palácio, com receio de estragar as proporções de todo o complexo. Escolheu aumentar a altura aparente da sala criando, com a ajuda de técnicas em trompe d'oeil, um efeito de perspectiva em movimento em direcção ao alto.
Pietro Gonzaga submeteu três versões para a pintura do tecto, apresentando os níveis superiores de um esplêndido vestíbulo clássico visto em perspectiva de baixo, com uma galeria colonada, varandas, draperias e bandeiras, e terminando numa cúpula com uma abertura redonda através da qual se vê o azul do céu, com nuvens brancas a flutuar nele. No entanto, o grandioso projecto não estava destinado a ser executado: a morte de Paulo I suspendeu o trabalho da Grande Galeria antes que a pintura do tecto ou os dourados das moldagens tivessem sido começadas.
Quando o trabalho de restauro do palácio foi reassumido, em 1957, uma equipa de pintores sob a direcção de Anatoly Treskin realizou o fresco do tecto a partir do mais decorativo dos desenhos de Gonzaga, completando assim a decoração arquitectónica da Grande Galeria.
Dos objectos de arte que decoram a galeria, os mais importantes são os grandes vasos de porcelana de Sèvres, produzidos na década de 1780. Com a sua forma refinada, o belo esquema de cor combinando o profundo cobalto azul do fundo e a banda branca com figuras em relevo de ormolu, as delicadas aplicações e o fino dourado do bronze, estes vasos encontram-se entre as mais nobres obras primas da arte decorativa francesa.

### Sala de Música
Próxima da Grande Galeria fica a modesta Sala de Música, cujas paredes foram pintadas com motivos clássicos. Era reservada para os músicos da orquestra da Corte, os quais actuavam em situações como os bailes ou os jantares públicos. Um quadro engenhosamente construído para os músicos, com um friso de painéis subido incorporando cavaletes desdobráveis contra os quais estes se podiam encostar, e com o topo decorado com marchetaria pictórica representando símbolos da música, tem sido bem preservado. Aqui também estão guardados dois monumentos de mármore criados por Ivan Martos, os quais são dedicados às filhas de Paulo I, as quais morreram jovens, e dois trabalhos de Mikhail Kozlovsky, um "Apolo como Caçador" e a "Juventude numa Rocha", ambos originários do seu período inicial.

### Vestíbulo Egípcio
O Vestíbulo Inferior, ou Vestíbulo Egípcio, é uma das cinco salas decoradas por Cameron em 1786. As suas paredes são rusticadas como a fachada do edifício, matizadas com a cor do calcário de Pudost e encimadas por uma cornija dórica com tríglifo. Este interior severamente clássico é animado por medalhões carregando os signos do zodíaco enquadrados em "troféus rurais", por estátuas de gesso com cor de bronze esculpidas por Ivan Prokofyev, e por símbolos dos doze meses do ano. Sendo na verdade bastante pequeno, o Vestíbulo Egípcio foi feito para parecer espaçoso através do recurso a espelhos instalados nas portas - um engenho típico da arquitectura palaciana do século XVIII.
Os modelamentos do friso, parcialmente pintados em imitação do bronze, conduz o olhar gradualmente para cima, para o fresco do tecto feito em grisaille, originalmente obra de Giovanni Scotti. O fresco consiste em quatro cenas de cupidos envolvidos em ocupações simbolizando as quatro estações. Os signos do zodíaco, as estátuas e o tecto deveriam enfatizar o facto de se tratar de uma residência de Verão, um refúgio rural. Arquitectura, esculturas e murais formam aqui um conjunto orgânico.
A estatuária original desapareceu no incêndio de 1803, e o conjunto de novas esculturas foi feito em estilo egípcio a partir de esboços de Voronikhin. Estas figuras, pintadas na cor do bronze patinado, parecem sair da parede. Aos seus pés encontram-se os atributos dos meses, ilustrando as actividades e passatempos próprios de cada um. As figuras - escuras, austeras e imóveis - criam, juntamente com o granito escuro do chão, uma atmosfera de solenidade, frio e repouso.
As lanternas presentes no vestíbulo, embelezadas com festões de grandes pingentes de cristal facetados, lembram sinos invertidos.
Um arco liga o Vestíbulo Egípcio com a Escadaria Principal, cujas paredes contêm uma pintura de Giovanni Scotti que representa uma rampa que desce para um jardim com duas esculturas "egípcias" à esquerda. Isto providencia uma ligação entre o tema egípcio do Vestíbulo Inferior e a decoração clássica da escadaria e do Vestíbulo Superior (o Vestíbulo de Aparato), e liga o interior do palácio com o parque.

### Vestíbulo de Aparato
Um simples vão de escadas de modestas proporções sobe numa curva ligeira até ao Vestíbulo Superior de Aparato, construído segundo um desenho de Cameron e decorado em 1789. Este vestíbulo está separado da escadaria por um largo arco suportado por dois télamones, executados, possivelmente, por Ivan Prokofyev. O físico poderoso e posturas vigorosas das duas figuras foi apresentado pelo escultor de uma forma verdadeiramente maestral. Os cantos do Vestíbulo de Estado são ocupados por fogões figurados e por candeeiros de pé em madeira entalhada, pintados de branco sobre gesso para parecerem moldados, com padrões em forma de palmeiras crescendo entre as rochas, e os invariavelmente antigos elmos. As paredes da escadaria e do vestíbulo estão decorados com trabalhos de estuque em relevo apresentando armaduras medievais, troféus romanos, bandeiras russas e troféus e padrões turcos. Estes troféus foram inspirados nas vitórias da Rússia em guerras da segunda metade do século XVIII.

### Primeira Antecâmara
A Primeira Antecâmara - um pequeno aposento de forma irregular, com uma espécie de tela perfurada por um arco - serve para ligar o edifício central de Cameron com as salas de Brenna na ala sul. As paredes foram decoradas com trabalhos em estuque branco; curnucópias, grinaldas de flores, rosetas, medalhões ovais com figuras de cupidos, todos lindamente realçados pela cor luminosa das paredes. A lareira coberta com mármore branco e colorido foi decorada com um espelho sobre a consola, luxuosamente encastrado numa luxuosa moldura em talha dourada. Na consola da lareira encontram-se vasos de porcelana produzidos na segunda metade do século XVIII nas fábricas de porcelana de Berlim e Ludwigsburg. A lareira, com os seus luxuosos dispositivos, contrasta fortemente com o estilo austero do interior, terminando, efectivamente, a perspectiva que se abre a partir do Vestíbulo Superior, ou de Aparato.
Um importante elemento da decoração da Antecâmara é constituído pelos dois grupos escultóricos de bronze patinado: Júpiter numa Águia e Juno num Pavão, executados por Michel Anguier a partir de modelos do escultor italiano Alessandro Algardi feitos por encomenda de Diego Velázquez, enquanto este último trabalhava para o Rei Filipe IV de Espanha. Outra notável peça de mobiliário é a secretária com finamente acabada com ornamentos de bronze e uma placa Wedgwood em baixo relevo representando uma cena clássica. A secretária é um trabalho de Adam Weisweiler, um bem conhecido fabricante de móveis francês.

### Segunda Antecâmara
A fila de aposentos construídos por Brenna sobre a colunata sul abre-se com a Segunda Antecâmara. Esta divisão, e a semelhante Terceira Antecâmara situada no outro extremo da curva Galeria de Pintura, liga-a com os aposentos anexos. As paredes da Segunda Antecâmara estão cobertas por estuque. O tecto foi pintado em imitação de moldagens de estuque instaladas contra um fundo de mosaicos de ouro. Os nichos nas paredes foram ocupados por grandes vasos de porcelana feitos pelos artesãos da Imperial Fábrica de Porcelana de São Petersburgo como presente para Paulo I. A invulgar forma dos vasos, a coloração azul escura e os graciosos figurinos dourados representando sátiros infantis segurando coroas de hera criam um surpreendente efeito decorativo.

### Galeria de Pintura
A Galeria de Pintura é um dos mais notáveis interiores criados por Brenna. O seu grande comprimento, a sua forma ligeiramente curva e a série de janelas de ambos os lados tornam-se altamente adequada para a exposição de quadros. Esta função ditou uma decoração arquitectónica extremamente restrita: paredes pintadas numa cor uniforme luminosa, uma cornija moldada e um tecto pintado com três painéis executados em telas a óleo.
O motivo do painel central foi escolhido para enfatizar a função da galeria. É uma versão livre da famosa composição "Aurora, ou o Triunfo de Apolo", de Guido Reni, actualmente em Roma, e mostra Apolo conduzindo uma quadriga, acompanhado pelas nove musas.
As pinturas de Easel representam um importante papel na decoração interior setecentista: estas foram pensadas para testemunhar o gosto culto dos seus proprietários, embora tenham sido adquiridas de forma casual e penduradas com a atenção centrada apenas em parte no seu efeito decorativo. O papel dominante na Galeria de Pintura de Pavlovsk pertence às grandes telas de mestres italianos e flamencos, pintadas expressamente para ser exibidas nos aposentos do palácio. A galeria também contém pequenas pinturas de célebres mestres holandeses do século XVII - peças variadas e paisagens representadas de maneira realista, tal como era geralmente usado na decoração dos burgueses dos Países Baixos. Uma das maiores telas, a "Expulsão do Paraíso" de Luca Giordano, notável pela sua coloração dramática e forte qualidade dinâmica, encontra-se entre os melhores trabalhos daquele mestre. Entre as restantes jóias desta galeria encontram-se várias telas do mesmo género pintadas por outros mestres com a mesma origem, como  Gerard ter borch, Adriaen van Ostade, Jan van Goyen, Philips Wouverman e outros. Estão presentes, ainda, naturezas mortas típicas da Escola Holandesa da autoria de Pieter Claesz, Jan Baptist Weenix e Pieter van den Bas, cujas obras raramente podem ser vistas nas galerias de arte do mundo.
Uma menção especial deve ser feita aos brilhantes esboços a óleo de Rubens para a pintura "Lamento da Morte de Cristo", a qual se encontra actualmente no Museu de Antuérpia.
Muitas das telas presentes na galeria foram pintadas por ordem dos proprietários do palácio, Entre estas encontram-se obras de Jean-Baptiste Greuze, Pompeo Girolamo Batoni, Angelica Kauffmann, Anton Raffael Mengs, Jules Vernet e Hubert Robert.
No conjunto, a selecção de telas criadas por pintores em moda na Europa Ocidental é bastante característica dos gostos prevalentes na segunda metade do século XVIII.
As paredes da Galeria de Pintura estão alinhadas com belos vasos de pedra colorida, numa variedade de formas, produzidos no Peterhof, em Ecaterimburgo e nos Trabalhos de Pedra de Kolyvan. Os mestres servos que os fizeram tinham um apurado sentido da beleza da pedra, a qual revelaram através das técnicas do seu ofício. A rodonita cor-de-rosa com manchas escuras, o jaspe verde de Revniukha (Revnevskaya), o pórfiro castanho escuro de Korgon e jaspe com pálidos tons verde-acinzentados de Kaikan adicionam, cada um deles, o seu próprio toque de cor à decoração da galeria.
O interior é mobilado com móveis em talha dourada, mesas de madeira embutida em cartão, candeeiros de cristal com hastes de vidro azul da oficina de Pierre Gouthiere, candelabros em apoiados em trípodes, de contorno impecável, com refinados trabalhos em bronze, um relógio, etc.

### Terceira Antecâmara
A Terceira Antecâmara é exactamente igual à Segunda em forma e esquema. As suas paredes são cobertas por estuque e decoradas com painéis confinados por bordos de vidro azul opaco, pintados a óleo com motivos florais, e possuindo, no centro, medalhões com motivos clássicos executados com recurso à mesma técnica. O painel central representa uma colorida composição, "O Triunfo de Anfitrite".
Para marcar a diferença na altura do tecto entre este e o próximo edifício menos visível, Brenna recorreu uma vez mais à perspectiva ilusionística. O tecto foi pintado por Gonzaga, o qual criou uma complexa composição arquitectónica mostrando um soberbo interior clássico com um cúpula, ampliando para cima o espaço arquitectónico da sala, através de uma abertura imaginária em direcção ao céu. Apesar de pequeno, o aposento foi decorado como uma sala de estar de aparato, com mobília francesa, estofada no século XVIII com leões de seda, fabricada na oficina de Louis Delanois, o famoso fabricante de móveis de Madame du Barry e um dos precursores do estilo clássico no mobiliário.
A secretária de mogno de desenho original, com aplicações de bronze, foi feita em 1784 por David Roentgen. As suas pernas, com a forma de pares de colunas da Ordem Dórica, suportam uma arquitrave com tríglifos de bronze. A sua frente inclinada é adornada por um medalhão de ormolu, representando os atributos das ciências e das artes. Um típico exemplar do trabalho de David Roentgen, a secretária concilia numerosos dispositivos mecânicos; esta possui gavetas e vários compartimentos secretos abertos pela pressão de um botão ou de uma alavanca conciliada. No tampo ergue-se uma escultura das Três Graças executada em biscuit a partir do modelo de Gottfried Schadow; e também dois pequenos vasos com coroas de flores em biscuit. As três peças foram feitas na Fábrica de Porcelana de Berlim.
Os grandes vasos de porcelana de fabrico russo são semelhantes aos da Segunda Antecâmara, excepto no facto de as figuras dos sátiros e o resto dos ornamentos escultóricos manterem o seu branco natural. O relógio existente na consola da lareira, com a forma de um pórtico, foi executado em mármore preto e branco com aplicações de ormolu na oficina parisiense de Pierre Augustin Caron, fabrcante de relógios da Corte, o qual mais tarde se tornou famoso como Pierre Beaumarchais, o autor de As Bodas de Fígaro.

### Vestíbulo Italiano
O Vestíbulo Italiano, o centro composicional do palácio, pertence ao conjunto dos aposentos de aparato. É praticamente uma réplica de um antigo templo Romano com as suas nobres proporções. A alta cúpula com uma abertura vidrada no tecto, modelada no "olho" do Panteão, a galeria arcada no segundo nível e os nichos, alternadamente planos e semicirculares, abaixo, criam uma sensação de tranquilidade e equilíbrio. A estrita simetria, clareza estrutural e distinta articulação horizontal permitida pelo uso de cornijas e frisos moldados, são todos eles elementos típicos da arquitectura clássica.
O Vestíbulo Italiano nunca foi concluído por Cameron. O desenho para os seus interiores foi criado por Brenna; depois do incêndio de 1803, Voronikhin adicionou as cariátides em estilo egípcio, as Balaustradas da galeria, as figuras de águias na cornija superior, embelezamentos sobre as portas e outros detalhes. As portas de madeira entalhadas com madeiras coloridas e decoradas com dourados foram executadas a partir de um esboço de Giacomo Quarenghi.
A cor desempenha um importante papel no esquema decorativo do Vestíbulo Italiano. O rosa pálido da cúpula, e o estuque rosa e lilás das paredes, são enfatizados pelo bordo escuro abaixo, de uma cor a imitar o pórfiro. A luz do sol penetra por cima na semiobscuridade do interior e é reflectida pelo círculo de mármore polida no chão, iluminando os recessos e as estátuas de mármore. O estuque branco e dourado, um perfeito trabalho de artesão, feito a partir dos desenhos de Brenna, acrescenta dignidade ao vestíbulo.
As esculturas do Vestíbulo Italiano são excelentes cópias romanas feitas entre o século I e o século III a partir de originais gregos do século IV a.C. e século III a.C.. São elas: Sátiro Dançando e Sátiro com uma Flauta, da escola de Praxiteles, e Eros Enfiando o seu Arco, por Lysippos. O Eros é particularmente notável pelo seu raro estado de preservação. Os antigos medalhões romanos em baixo relevo, inseridos no estuque das paredes, completam a atmosfera de antiguidade presente no vestíbulo.
Depois do anoitecer o Vestíbulo Italiano era iluminado por candelabros de parede adonados com fitas, e por um candeeiro de desenho invulgar. O enquadramento de bronze de candeeiro é muito refinado, a sua haste tem a forma de um vaso de vidro avermelhado, e os festões e pingentes de cristal brilham como diamantes. O candeeiro foi, sem dúvida, desenhado por um mestre de primeira linha: esboços para iluminações adequadas de todos os tipos foram normalmente feitos por eminentes arquitectos como Giacomo Quarenghi, Nikolay Lvov, Andrey Voronikhin ou Carlo Rossi.
O Vestíbulo Italiano é um notável exemplo de interior terminado ao estilo do classicismo russo do final do século XVIII.

### Vestíbulo Grego
O Vestíbulo Grego foi criado em 1789 por Brenna no local assinalado por Cameron para uma sala de estar de aparato. Uma colunata coríntia dá ao seu interior o aspecto de um templo grego.
Comparado com o Vestíbulo Italiano, o Vestíbulo Grego é um tratado na gama de cores frescas. As suas colunas acanaladas em verde antico formam um contraste com o estuque branco sobre as paredes e o painéis de amarelo dourado em mármore de Siena. As magníficas moldagens do tecto, o friso de cachos de acanto e grifos, e os troféus e padrões romanos, modelados a partir das castas plásticas das antigas esculturas, as quais haviam sido trazidas de Roma e ocupam os recessos das paredes, dão ao Vestíbulo Grego um ar aparatoso e digno. O interior foi restaurado por Voronikhin, depois do incêndio de 1803, praticamente para a sua forma original. As monumentais lareiras de mármore com superfície de lápis-azúli e jaspe foram feitas anteriormente a partir de esboços de Brenna para a Galeria Maltesa do Castelo Mikhailovsky, em São Petersburgo, e trazidas para aqui por Voronikhin.
Dois grandes vasos em jaspe de Altai com refinadas montagens de ormolu decoram o vestíbulo; estes foram desenhados por Andrey Voronikhin e executados por Filipp Strizhkov, um talentoso entalhador de pedra da Fábrica Kolyvan Factory, na região de Altai. O Vestíbulo Grego é conhecido pelos muitos bronzes refinados que contém, tal como um relógio assinado por "L. J. Laguesse", um candelabro com grupo escultórico, vasos e grelhas de lareira de perfeito desenho. As lanternas de bronze dourado possuem uma forma sofisticada. Lanternas semelhantes adornam as adjacentes Galerias da Guerra e da Paz. Os candelabros de mármore em forma de lâmpadas romanas, executadas a partir de esboços de Voronikhin, estão suspensos por correntes entre as colunas, formando uma parte integrante da decoração antiga do vestíbulo.
O sofá e cadeiras do Vestíbulo Grego pertenceram, em tempos, a um conjunto que já não existe, o qual foi desenhado para este interior por Voronikhin. O estofamento com tapeçarias de Beauvais harmoniza-se perfeitamente com as madeiras, pintadas em imitação dos bronzes antigos e embelezadas com entalhes dourados. O resto do conjunto - consolas, sofás e cadeiras, perdido durante a guerra de Segunda Guerra Mundial (na Rússia entre 1941-1945), será reproduzido, uma vez que todas as coberturas foram salvas, vindo a decoração do vestíbulo a recuperar a sua aparência original. O Vestíbulo Grego é flanqueado pela Galeria da Guerra e pela Galeria da Paz, ligadas a este por arcos. As funções, nomes e posição das duas galerias criadas por Brenna foram inspirados pelo plano do Château de Versailles.

### Galeria da Guerra
A Galeria da Guerra, com as funções de Câmara de Presença, tinha acesso a partir do conjunto de salas privadas de Paulo I. Cameron planeou as Galerias da Guerra e da Paz como salas de estar de aparato. Este encomendou conjuntos de cadeiras em talha dourada e sofás de forma semi-circular para encher os recessos, a Henri Jacob, de Paris. Não restam registos dos projectos decorativos que Cameron fez para estes interiores, tendo estes ficado concluídos em 1789 em acordo com desenhos trabalhados por Brenna.

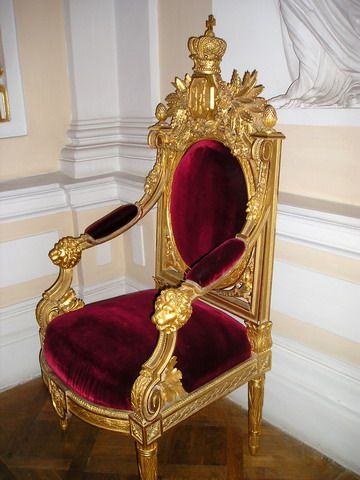
A Cadeira de Estado desenhada por Brenna.

A Galeria da Guerra foi embelezada com um tecto pintado a fresco pelo próprio Brenna com assistência de Johann Jakob Mettenleiter; este desapareceu no incêndio de 1803. Foi dada uma atmosfera militar à galeria pelas magníficas lâmpadas de chão em talha dourada com padrões compostos por fasces e espadas de lictor, escudos e elmos de legionários romanos. Apesar de relativamente pequena, esta divisão é sumptuosamente decorada e bastante impressionante. As suas moldagens, o brilho do ouro realçado pelo estuque branco das paredes e a torrente de luz que entra pelas altas janelas contribuem, no seu conjunto, para lhe dar um ar festivo e aparatoso.
As paredes estão decoradas em baixo relevo com troféus romanos e grinaldas de carvalho e folhas de - símbolos de poder e glória - em fundo dourado.
A galeria tem uma forma octogonal, com nichos nas paredes, um dos quais contém um fogão embelezado com troféus de armas em estuque e encimado pela figura de uma águia (simbolizando Júpiter em bombas ardentes: uma personificação do poder militar.
O tecto com cofragens moldadas foi feito por Voronikhin, tal como as águias presentes nas cornijas sobre os cantos e os relevos clássicos nas lunetas, representando episódios da Guerra de Troia: estes substituíram as pinturas perdidas no incêndio de 1803. Foram calculadas grandes janelas de vidro liso para incluir a paisagem no esquema decorativo geral do interior.
Durante o curto reinado de Paulo I a Galertia da Guerra serviu como Câmara de Presença do Imperador. Aqui, frente ao arco que conduz ao Vestíbulo Grego e contra o fundo composto por uma cortina de veludo avermelhado pendurada sobre a janela, sob uma canópia tecida e bordada em prata do mesmo fabrico, ergue-se a Cadeira de Estado, um sumptuoso cadeirão dourado desenhado por Brenna. A etiqueta da Corte proibia qualquer outra mobília na sala, pelo que nos nichos em vez de canapés erguem-se antigos bustos em mármore de Imperadores romanos (século I e século II). Presentemente encontram-se ali os bustos de Septímio Severo, Heliogábalo e Agripa.
O trípode de ormolu, com um vaso de vidro azul suspenso por correntes no interior das suas pernas e o topo embutido com jaspe siberiano, foi trabalho de entalhadores de pedra e bronzistas russos, sendo uma das maravilhas do artesanato setecentista. Foi usado em ocasiões de cerimónia para guardar a regalia Imperial: coroa, ceptro e esfera.

### Galeria da Paz
A Galeria da Paz, decorada por Brenna, repete o esquema e as formas arquitectónicas gerais da Galeria da Guerra, mas é exactamente o oposto no que diz respeito aos seus motivos decorativos. É ornamentada com símbolos das artes, implementos de lavoura, montes de cereais, cestos de flores ou frutos, instrumentos musicais, aglomerados de uvas, cornucópias, etc.; por outras palavras, atributos típicos do culto da natureza e idealização da vida rural setecentistas, associados com a ideia de paz.
O paterne ornamental das portas em talha dourada inclui um arco de Cupido e um estremecimento com seta, o símbolo do amor. O fogão é encimado pela figura de um pavão (símbolo da felicidade conjugal e amizade), e adornado com uma lira, coroas de flores selvagens e instrumentos musicais suspensos de arcos. A Galeria da Paz abre o conjunto dos aposentos de aparato pertencentes à Imperatriz Maria Feodorovna. Originalmente pensada para ser uma sala de estar, durante o reinado de Paulo I serviu de Câmara de Presença da Imperatriz, tendo sido ali instalada uma cadeira de Estado, estofada com veludo bordado a prata, tal como a do Imperador na Galeria da Guerra. Antigos bustos de mármore de Imperatrizes e mulheres nobres Romanas (séculos |I e II) foram colocados nos nichos. O esplendor da galeria foi acentuado pelos candelabros de bronze em mesas altas, feitos em França.
Depois do incêndio de 1803, Voronikhin construiu aqui um tecto a imitar uma abóbada e ornamentado com cofragens moldadas, substituindo as arruinadas pinturas de Brenna. Os baixos relevos de Voronikhin apresentam cenas mitológicas centradas em volta da mulher. A única nota discordante na decoração pacífica geral desta galeria é dada pelas figuras de águias na cornija, as quais, apesar de segurarem flores em vez de raios, ainda são um símbolo de poder e grandeza.
Em 1809, foi colocada aqui, tal como na Galeria da Guerra, uma grande Ateniense, uma taça decorativa erguida num trípode, executada a partir de esboços de Voronikhin na Imperial Casa do Vidro de São Petersburgo (a Ateniense na Galera da Guerra foi destruída pelos soldados nazis durante a Segunda Guerra Mundial. Modelada no altar de bronze de clássica antiguidade, esta tem uma cavidade pouco profunda de cristal cortado e pernas douradas em vidro de topázio. A Ateniense ergue-se em frente de uma grande janela de vidro liso, e a incidência da luz do sol nas suas faces de cristal revela totalmente a beleza do material e a excelência do seu fabrico. Atenienses semelhantes com pernas em cristal azul adornam as consolas na Sala da Pilastra.
Em cada extremo do conjunto constituído pelos três aposentos de aparato - Galeria da Guerra, Vestíbulo Grego e Galeria da Paz - ergue-se um grande vaso de porcelana vidrado a azul, com delicadas asas em ormolu. A forma clássica dos vasos, a sua bela cor e o fino entrelaçado dourado sobre a superfície são, todos eles, elementos distintivos da porcelana de Sèvres. Os vasos haviam sido feitos para Napoleão, o qual, de acordo com a tradição, os deu de presente a Alexandre I, como um gesto diplomático, quando os dois Imperadores se encontraram em Tilsit. Exemplos igualmente perfeitos da manufactura francesa são o par de lanternas em ormolu, suspensas, uma na Galeria da Paz e a outra na Galeria da Guerra. Julgando pelo carácter geral do desenho, pela delicadeza do entalhe e a excelente qualidade dos dourados, podem bem ter vindo da oficina de Pierre Gouthiere.

### Sala das Tapeçarias
A Sala das Tapeçarias toma o nome do seu principal elemento decorativo, as tapeçarias de Gobelins oferecidas ao Grão-Duque Paulo e à sua esposa por  Luís XVI de França. Em ordem a revelar a total beleza da maior delas, foi construída uma parede redonda frente às janelas; e na direcção directamente oposta, entre elas, foi instalada uma lareira puramente decorativa com um grande espelho sobre a sua consola na qual a tapeçaria é reflectida. Este engenho permite aumentar a impressão da tapeçaria, e alterar a forma aparente da sala, fazendo-a parecer oval, e ajudando ao equilíbrio da sua composição.
A decoração interior da Sala das Tapeçarias, como se apresenta na actualidade, reproduz o desenho de Voronikhin, realizado entre 1803 e 1804. O tecto pintado e o largo friso, com painéis em grisaille representando motivos mitológicos, apresentam cada cena dividida da outra por uma consola dourada moldada, tendo sido executados em 1804 por Giovanni Scotti.
A tapeçaria no centro da parede representa "Dom Quixote Servido pelas Damas". Esta foi tecida em 1776 por Pierre-Francois Cozette nos Trabalhos de Tapeçaria de Gobelins, em Paris. Os cartões para a série de vinte sete tapeçarias de Dom Quixote foram desenhados por Charles-Antoine Coypel. Vários conjuntos foram feitos com fundos de diferentes cores: avermelhado e rosa, laranja e cor de palha. A oferta de Luís XVI a Paulo I, em 1782, consistia em quatro tapeçarias da variedade avermelhada e rosa, particularmente valiosas e extremamente raras actualmente.
As paredes laterais foram decoradas com tapeçarias de Bruxelas do século XVIII, as quais também descrevem episódios do Dom Quixote de Cervantes, o qual gozava de grande popularidade na época: Dom Quixote sendo cavaleiro, e o seu encontro com um rebanho de ovelhas. O conjunto de mobiliá em talha dourada, com refinados Leões costurados nos estofos, foi fabricado em 1784 na oficina de Henri Jacob, em Paris. Mobílias deste tipo estavam, originalmente, instaladas em todos os aposentos de aparato e salas privadas do Palácio de Pavlovsk. Entre os restantes objectos decorativos presentes na Sala das Tapeçarias encontram-se esculturas, vasos de porcelana, trabalhos em marfim e âmbar talhado e vários relógios raros.

### Galeria Igreja
Os aposentos de aparato do primeiro andar do palácio, concluídos e decorados em 1798 por Brenna, terminam na Galeria Igreja. Originalmente concebida como "galeria das antiguidades" para alojar as antigas estátuas romanas e as urnas cinerárias, foi luxuosamente ornamentada com estuques moldados. Painéis em relevo ao estilo clássico, representação de procissões, cerimónias sacrificiais danças báquicas, adornam a parte superior das paredes. Outros elementos da decoração das paredes são as cornijas ornamentais, máscaras femininas moldadas, ramos de flores e painéis com padrão grego. O pálido verde das paredes e o tecto pintado em grisaille imitando estuque, ajudam na unidade do esquema decorativo.
"Galerias de antiguidades" deste gênero eram um elemento comum nos palácios da Rússia na segunda metade do século XVIII, quando a voga da arte clássica, iniciada com a descoberta de Pompeia, atingiu o seu auge.
A colecção Pavlovsk de antigas esculturas romanas consiste principalmente em trabalhos datados entre o século I e o século III. A maior parte das estátuas foi adquirida na Itália em 1782, enquanto outras vieram da famosa colecção do inglês Lyde Browne, a quem foram compradas por Catarina II para o Hermitage.
Duas estátuas romanas do século II merecem uma menção especial. Uma representa Annia Galeria Faustina, a esposa de Marco Aurélio, como Venus; a outra é o Sátiro Repousando, uma cópia da famosa escultura executada por Praxiteles no século IV a.C..
Nos primeiros meses da guerra de 1941-1945 (participação russa na Segunda Guerra Mundial) todas as esculturas antigas e outras foram muradas na cave do Palácio de Pavlovsk. Apenas três estátuas, duas delas demasiado pesadas para serem movidas, permaneceram na Galeria Igreja; estas foram chamuscadas pelo fogo e quebradas. Duas delas, o "Romano envergando uma Toga" e a "Ninfa com uma Concha" foram posteriormente restauradas.

### Sala Rossi
A Biblioteca do Palácio, criada por Carlo Rossi em 1824, completa o conjunto dos aposentos de aparato. Esta alcança-se a partir da enfiada norte de salas, através de um pequeno lobby com uma decoração muito simples, conhecido como Sala Rossi. A sua mobília, feita de popelina e ornamentada com delicados entalhes dourados a partir de esboços de Rossi, veio das melhores oficinas da capital. A decoração foi completada com pinturas e bronzes (candeeiros do início do século XIX, candelabros e relógio).
A Biblioteca costumava conter mais de 20 mil volumes cobrindo todos os campos do conhecimento, assim como uma importante colecção de desenhos e esboços realizados pelos arquitectos que construíram Pavlovsk. Um parte considerável da biblioteca e da colecção tem sido preservada. Com o passar do tempo, novas estantes e outros equipamentos foram instalados no lugar daqueles que desapareceram no fogo. Apenas a arquitectura da Biblioteca e a pintura do tecto foram até agora restaurados. Presentemente, a galeria é usada para exposições temporárias das colecções de arte do palácio. O maior tesouro entre os objectos de arte expostos é um vaso de porcelana, um dos maiores feitos no século XVIII na Imperial Fábrica de Porcelana de São Petersburgo. A sua forma graciosa, a rica tonalidade do cobalto azul, os belos ornamentos moldados e o delicado dourado, testemunham a grande experiência dos artesãos russos.
Uma alta qualidade de execução distingue o grande tampo cilíndrico da secretária de Paulo I. Este está decorado com cenas da vida de Alexandre o Grande, vistas de Pavlovsk e delicada ornamentação, a qual cobre também as superfícies interiores. Esta peça de mobiliário é obra de Matvey Veretennikov, um servo pertencente ao Conde Saltykov. O mesmo mestre fez uma mesa em forma de rim com uma vista do Parque de Pavlovsk no tampo, mostrando o Slavianka, e nas suas margens, o Palácio, o Templo da Amizade e outras estruturas que existiam na época.

### Sala de Dança
A Sala de Dança, tal como a adjacente Sala de Desenho, encontra-se entre os primeiros aposentos decorados por Charles Cameron. Esta possui um tamanho modesto, tendo sido pensada para o entretenimento em pequena escala. A decoração de Cameron era, ao mesmo tempo, rica e refinada. Nas paredes estavam grandes espelhos, redondos no topo, equipados com candelabros de desenho gracioso e embelezados com decorações em talha dourada, com forma de grifos, desenhos florais, placas e medalhões em relevo. Os espaços entre os espelhos foram adornados com medalhões redondos e ovais pintados por Giovanni Scotti com alegorias dos doze meses. Em 1802, os espelhos foram  retirados e substituídos por algumas telas de Hubert Robert, trazidas do Castelo Mikhailovsky. Mais tarde, a Sala de Dança e a Sala de Desenho foram combinadas para formar a Grande Sala de Jantar.
Em 1969, o esquema e a decoração originais de Cameron foram restaurados, com excepção, no entanto, dos espelhos, uma vez que os desenhos e descrições disponíveis não forneciam material suficiente para a sua reprodução. Desta forma, a galeria mantém a aparência que tinha em 1802. As paredes da Sala de Dança foram decoradas com um friso de videiras em estuque dourado e vasos clássicos, e o tecto com hastes de hera formando um oval. O fundo cor-de-rosa do friso e o azul pálido das paredes combinados com o branco do tecto e o ouro das moldagens dão à galeria uma aparência festiva e elegante.

### Antiga Sala de Desenho
A decoração da Antiga Sala de Desenho, reconstruída a partir de esboços de Cameron, é semelhante em carácter à da Sala de Dança. Nas suas paredes estão suspensas tapeçarias de Gobelins da série das Índias, tecidos, em 1780, por Jacques Neilson a partir de cartões de Alexandre-Francois Desportes,  nos Trabalhos de Tapeçaria de Gobelins, em França. Foram um presente de Luís XVI de França ao Grão-Duque Paulo I. A tapeçaria Zebra, a qual representa um leopardo a atacar uma zebra, simboliza a Ásia; outra, conhecida como "Rei Carregado por Mouros", mostra jovens transportando um chefe abissínio, sendo uma alegoria à África. As coloridas e saturadas composições reflectem a ideia que o artista tem da abundância de vegetação e da vida selvagem em zones do mundo pouco conhecidas na época. Magnífica mobília com talha dourada saída da oficina de Henri Jacob, com coberturas originais bordadas em tambor; um relógio francês de bonze e candelabro; porcelanas de Sèvres e outros objectos decorativos completam este interior típico od final do século XVIII.

### Sala de Estar da Família
O apartamento conhecido como Sala de Estar da Família era usado pela família de Paulo I para passar os serões praticando diferentes talentos: desenho, corte de camafeus, bordados, etc. Nas suas paredes estão suspensos retratos da família executados por proeminentes artistas russos e da Europa Ocidental do século XVIII e início do século XIX, tais como Vladimir Borovikovsky, Orest Kiprensky, Stepan Shchukin, Johann-Baptist Lampi, Johann Tischbein e Josef Grassi; um dos retratos, uma grande tela, é da autoria de Gerhard Kugelgen, tendo sido pintado entre 1800 e 1801.
A Sala de Estar da Família mantém a modesta decoração que lhe foi destinada no final do século XVIII por Vincenzo Brenna. As suas paredes, pintadas numa cor uniforme, foram acabadas com um friso de delicados ornamentos dourados sobre um fundo em tons claros. O tecto foi pintado em grisaille. O seu painel central tem um bordo com cenas clássicas, com cada motivo a ser separado do outro pela introdução de uma escultura pintada, as representações do Apolo e das Nove Musas na cor do bronze antigo. As decorações pintadas são, provavelmente, obra de Giovanni Scotti.
A mobília é, na sua maior parte, de mogno, de fabrico russo. A grande cómoda decorada com motivos arquitectónicos, colunas e balaustrada de bronze, foi feita em 1786 na oficina de David Roentgen. Objectos marfim e âmbar, e telas executadas a partir de desenhos de Vincenzo Brenna e Carlo Rossi, adornam as mesas e os baixos guarda-livros. Através da janela francesa, aberta para terraço pavimentado construído por Giacomo Quarenghi, podem ver-se os passeios e os canteiros do Jardim Privado.

### Sala Carmesim
A seguir à Sala de Estar fica a Sala Carmesim ou Velho Estúdio, onde Paulo I tinha o hábito de trabalhar. A decoração arquitectónica da sala é restrita: uma cornija branca moldada em estilo clássico e uma modesta lareira com um espelho sobre a consola, também em estilo clássico. Das paredes da Sala Carmesim estão suspensos grandes painéis, obra de Semion Shchedrin, Professor da Academia de Artes, um dos pioneiros da pintura de paisagens na Rússia. Os painéis foram executados entre 1797 e 1800, por ordem de Paulo I, para o Castelo Mikhailovsky; estes representam alguns dos belos lugares do Parque de Gatchina.
A mobília é típica do final do século XVIII: talhada e dourada, estofada com seda carmesim. Especial referência deve ser feita a peças de mobiliário tão interessantes como a cómoda e a mesa de jogos executada por David Roentgen. O grande relógio de caixa longa, encimado por uma figura de Apolo segurando uma lira, é obra do mesmo artista, com movimento desenvolvido por Peter Kinzing, o qual também o dotou com um mecanismo musical que toca uma selecção de peças em sons que lembram a flauta e o cravo.

### Novo Estúdio
O Novo Estúdio abre o conjunto dos aposentos privados de Paulo I. Este foi criado, em 1800, por Quarenghi. Íntima e muito elegante, a sala é um exemplo do severo estilo clássico de Quarenghi.
As paredes foram cobertas por estuque colorido e ornamentadas com espelhos e painéis de mármore branco natural pintado com grotescos. Esta decoração dá à sala um ar de dignidade. O refinado esquema de cores é enriquecido pelas impressões coloridas instaladas nas paredes. Executadas por Giovanni Volpato, mostram os frescos pintados por Rafael e os seus pupilos nas salas do Vaticano: "Parnasso", "Escola de Atenas", "Fogo no Burgo" e outras composições.
A mobília de mogno com decorações de ormolu veio da oficina de David Roentgen. A secretária com tampo cilíndrico na parede oeste e a mesa de escrita e leitura com um tampo inclinado, "onde se pode escrever tanto sentado como de pé", nas palavras de um velho inventor, são exemplos interessantes de mobília decorada com severa simplicidade, embora de construção confortável assim como adaptada para o trabalho de secretária.
Na mesa encontra-se um conjunto de escrita em mármore colorido, com aplicações de ormolu e bronze patinado. Este conjunto composto por um tinteiro, uma caixa de areia e dois castiçais, cada um deles em forma de canhão ou morteiro suportado por cupidos, foi "feito a partir de modelos de Jean Antoine Houdon, originalmente criados por ele para o conjunto de escrita Chesme, mandado fazer por Catarina II para celebrar a brilhante vitória em Chesme no ano de 1770. Outros exemplares de primeira classe dos bronzes franceses são um relógio com a figura de um bacante, um par de candelabros, uma grelha de mármore preto e branco que decora a lareira, uma peça de fabrico italiano.
Três grandes vasos de porcelana azul com dourados e medalhões retrato erguem-se na consola em frente do espelho. São raras peças de representação executadas na fábrica de Ludwigsburg do Duque de Wurtemberg.
Um elegante candeeiro de cristal e vidro azul, de fabrico russo do final do século XVIII, completa a decoração do Novo Estúdio.

### Sala de Bilhar
A decoração de Charles Cameron tem sido preservada da melhor forma na Sala de Bilhar, finalizada em 1786. Organizada num plano quadrado, possui um tecto ligeiramente subido imitando uma abóbada, com uma grande roseta no centro, um bordo adornado e baixos relevos com motivos clássicos nos cantos. As paredes, divididas em painéis, são encimadas por uma cornija com um friso de desenho delicado. A ausência de dourados, espelhos ou pintura, a que se junta uma cor muito clara, quase branca, contribuem para o severo estilo clássico do interior.
Voronikhin não fez alterações à decoração de Cameron quando reconstruiu a Sala de Bilhar depois do incêndio. Nas paredes encontram-se penduradas telas de pintores italianos setecentistas, incluindo várias obras de Michele Marieschi, sendo as restantes velhas cópias de pinturas executadas por Antonio Canale (conhecido como Canaletto): vistas de Veneza, com palácios, igrejas e outros belos edifícios.
A mobília da Sala de Bilhar inclui uma mesa com uma grande placa Wedgwood em baixo relevo mostrando Diana e Endimion. As mesas de cartas em madeira embutida são exemplares notáveis do trabalho artesanal russo do século XVIII, enquanto a mobília de mogno com adornos de cobre foi feita por fabricantes de móveis de São Petersburgo no final do mesmo século. Uma peça de especial interesse é o clavicórdio, um instrumento musical setecentista muito raro. A sua caixa está ornamentada com marchetaria pictórica representando instrumentos musicais, um livro aberto, etc. No interior da tampa encontra-se outra composição de instrumentos musicais, com uma página de música, na qual podem ser lidas as notas; esta regista o início da música russa. Mandado executar por ordem de Catarina II para o Príncipe Potiomkin, foi feito em 1783 na oficina de Gabrahn, em São Petersburgo.

### Sala de Estar de Canto
A Sala de Estar de Canto, o antigo quarto de Paulo I, redecorado em 1816, foi criada por  Rossi. Em meados do século XIX, a sala foi remodelada. O restauro da década de 1960, o qual devolveu à sala o seu aspecto original, foi baseado nos detalhes sobreviventes da decoração de Rossi tal como foram feitos na última versão, em desenhos coloridos pelo próprio Rossi e em documentos de arquivo da época (contas e registos oficiais da progressão da obra).
A partir do momento qm que a Sala de Estar foi destinada a recepções oficiais, Rossi deu-lhe um ar aparatoso característico dos interiores do palácio no início do século XIX. Usou aqui estuque branco, moldagens brancas e douradas e padrões severos, tecto pintado em grisaille, etc.
Os tons vivos de violeta e lilás dos painéis de estuque nas paredes formam um contraste com os bordos pintados com ornamentos na cor do bronze dourado. A porta é de bétula russa em talha dourada, tal como a mobília feita a partir de esboços de Rossi por um fabricante de móveis de São Petersburgo chamado Johann Boumann. As draparias, de seda amarelo dourado com uma aresta lilás e de seda branca ajustada com amarelo, estão em harmonia com a mobília.
O relógio de bronze e candelabro, o candeeiro de bronze refinadamente aplicado e cristais coloridos, os vasos de porcelana e pedra dura modelados a partir de esboços de Rossi, tudo ajuda na unidade da impressão: tal como Voronikhin, Rossi desenhou todas as mobílias dos seus interiores. A Sala de Estar de Canto é um perfeito exemplo do estilo clássico final, expressado muito vividamente nos trabalhos de Rossi.

### Biblioteca de Paulo I
A Biblioteca de Paulo I e o Estúdio, apesar de divididos por um arco semi-circular, formam praticamente um único aposento. O plano pertenceu a Brenna e foi respeitado por Voronikhin. A paredes foram cobertas por estuque branco. A biblioteca foi decorada com longos e minuciosos tapetes da Manufacture de la Savonnerie, ilustradas com motivos das Fábulas de La Fontaine, instalados sobre fundos paisagísticos com uma vasta extensão do azul do céu e encimadas por bordos ornamentais. os baixos guarda-livros alinhados nas paredes foram desenhados por Brenna como pedestais para exibição das esculturas pertencentes à colecção de antiguidades do palácio, representações de bustos romanos, vasos decorativos de porcelana e pedra colorida, etc. No centro de uma das paredes está suspenso um grande retrato de Maria Feodorovna, a esposa de Paulo I, feito em 1794 pelo pintor austríaco Johann-Baptist Lampi. A coloração refinada, meticulosa atenção aos detalhes e subtil afago são típicos do século XVIII.
Os maravilhosos vasos de jaspe conhecidos como brechas de Ridder, uma das mais belas pedras coloridas da Rússia, foram feitos em 1794 por Filipp Strizhkov, na Fábrica Kolyvan.
O alto padrão de artesanato que caracteriza o trabalho dos fabricantes de móveis russos é exemplificado pelas monumentais mesas de escrita da Biblioteca de Paulo I e da Sala das Tapeçarias. A existente na biblioteca, feita em mogno e ornamentada com delicadas ornamentações de ormolu, entalhada com vidro de leite, camafeus, etc., repousa em doze pernas de marfim em forma de esbeltas colunas. Na mesa existem vários objectos decorativos no mesmo estilo: o modelo de um edifício clássico em marfim e âmbar, o "Templo de Vesta", com uma estátua da deusa romana do fogo sagrado no seu interior, e um conjunto de escrita no estilo antigo, com um par de candelabros também em marfim e âmbar. A mesa e os objectos decorativos foram feitos em São Petersburgo de acordo com desenhos de Brenna, o qual também desenhou o modelo do templo romano colunado existente na biblioteca, e à tela da lareira no Estúdio. A mesa de escrita existente no Estúdio, com um relógio de bronze e castiçais em cada extremo, é assinada por P. Denizot. O relógio de caixa longa, ornamentado com símbolos maçónicos, também no Estúdio, é obra de David Roentgen, com mecanismo de Peter Kinzing. O elegante candeeiro é da autoria de Pierre Gouthiere, um dos mais proeminentes trabalhadores de bronze do século XVIII.

### Sala de Vestir de Paulo I

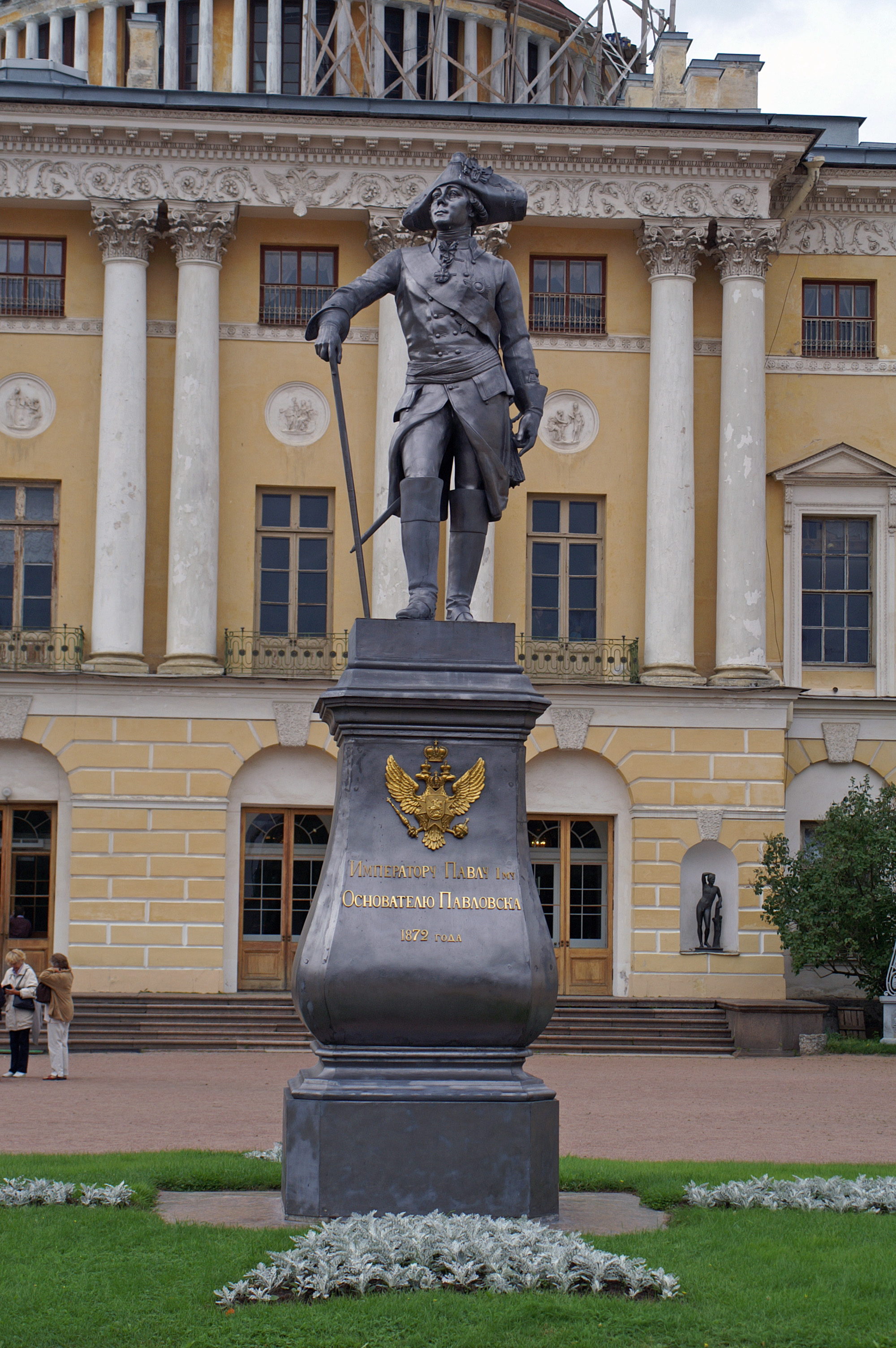
Estátua de Paulo I frente à fachada do Palácio de Pavlovsk.

A Sala de Vestir de Paulo I, uma pequena sala de forma oblonga, com extremos absidais, é o último aposento do conjunto norte. Foi construída segundo o desenho de Charles Cameron e decorada com moldagens e pinturas executadas de acordo com os desenhos de Vincenzo Brenna. A decoração é sofisticada na sua delicadeza.
Aqui, a abóbada e o friso são decorados com baixos relevos moldados num luminoso fundo. As delicadas sombras de cor acompanham excelentemente os motivos das pinturas ornamentais. As lunetas presentes na êxedra carregam baixos relevos representando Baco e Ariadne eo Triunfo de CEres por Ivan Alexandrov, um escultor activo no início do século XIX.
No nicho da janela ergue-se uma estátua: Fauno e Pantera, uma cópia romana dos séculos I-II de um original grego do século III a.C.. De acordo com a função da sala estão o armário em madeira de palmeira e a escrivaninha com rectificação: o seu tampo pode ser empurrado, mostrando um espelho numa prateleira desdobrável, uma secretária ascendente que pode ser usada como um apoio de livros ou como mesa de escrita, e uma variedade de compartimentos para requisitos de toilet e implementos de escrita; um compartimento especial contém um tinteiro e uma caixa de areia. Esta mesa foi fabricada na famosa oficina de David Roentgen, filho de Abraham Roentgen, em Neuwied, no Reno. Roentgen, que se auto-intitulava de "Englischer Kabinettmacher" (Fabricante de Móveis Ingleses), foi um importante fabricante alemão de móveis do seu tempo, altamente treinado nos mecanismos do fabrico de mobiliário. Ele criou um distinto estilo de decoração de mobiliário, com marchetaria ou madeiras coloridas e finos ornamentos metálicos em ormolu.
Entre 1784 e 1786 grandes quantidades de mobílais em mogno, madeira de palmeira, tuia e nogueira foram trazidas por David Roentgen para São Petersburgo e oferecidas para venda a Catarina II e aos seus cortesãos. Muitas dessas peças foram instaladas no Palácio de Pavlovsk durante os primeiros anos da sua existência, fazendo ainda parte da decoração.

### Sala do Secretário
Anexa à Sala de Vestir de Paulo I fica a Sala do Secretário; esta era provida de um mezzanino para uso do criado pessoal de Paulo I. Como pertence ao conjunto dos aposentos de aparato, a Sala do Secretário foi mobilada em mogno. A mobília, com filetes de cobre, era do tipo introduzido pelos irmãos Jacob (os filhos de Georges Jacob), o qual ganhou grande popularidade no final do século XVIII. Seguindo as tendências da moda da Europa Ocidental, Os fabricantes de móveis de São Petersburgo produziram uma grande variedade deste tipo, o qual seria associado ao nome de Jacob.

### Ante-sala – Sala Redonda
A Ante-sala é um aposento modestamente decorado de forma irregular, com um mezanino designado para o pessoal em serviço. Na sua decoração e mobília, a sala não é diferente dos interiores dos palácios rurais do início do século XIX. As paredes estão adornadas com quadros executados por pintores de paisagens, da Europa Ocidental, dos século XVII a XIX. O mobiliário, principalmente do tipo Jacob, inclui várias belas peças vindas da oficina de Heinrich Gambs: uma secretária e duas cómodas de mogno com decorações de bronze; a grande secretária é um trabalho inicial daquele artista, feita à maneira de David Roentgen, o seu professor.
O elegante conjunto de cadeiras e cadeirões de mogno, com figuras de cisnes em talha dourada, é atribuído a Voronikhin. A maior parte das aguarelas e guaches setecentistas que adornam as paredes são obra de Semion Shchedrin e Andrey Martynov. Estes mostram vistas dos parques de Pavlovsk, Gatchina e Tsarskoye Selo, providenciando, assim, valiosas informações para os historiadores desses complexos de parques e palácios.
A Ante-sala liga os aposentos do edifício central com os do conjunto sul. Inicialmente o seu esquema arquitectónico e decorativo foi desenhado por Vincenzo Brenna. A primeira sala do conjunto, a Sala Redonda, tem mantido a sua decoração: os ornamentos moldados da porta com máscaras de leões, as cornijas, o tecto pintado em imitação de uma abóbada cofrada, etc. Todas as outras salas do conjunto, notáveis exemplos dos interiores do palácio do século XIX, foram decoradas por Giacomo Quarenghi e Andrey Voronikhin.

### Biblioteca da Imperatriz
A Biblioteca da Imperatriz Maria Feodorovna está colocada no mesmo plano da Sala das Tapeçarias. A sua parede redonda está adornada por uma grande tapeçaria de Gobelins que representa a cena "Dom Quixote Consulta a Cabeça Encantada", uma das tapeçarias da série de Dom Quixote feita por Pierre-Francois Cozette em 1780. As paredes laterais apresentam duas tapeçarias de Gobelins suspensas, tecidas na década de 1770 segundo desenhos de Claude Audran III. São elas: "Júpiter Representando o Elemento Fogo" e "Ceres Simbolizando a Estação do Verão", ambas da série "Cortinas dos Deuses", a qual consiste em oito tapeçarias com alegorias às estações e aos elementos. Todas estas tapeçarias retiveram o seu brilho de cor original, o que lhes dá um encanto adicional.
Aqui, na Biblioteca da Imperatriz, tal como na de Paulo I, os baixos guarda-livros servem de base para numerosas esculturas. Pensada para recepções formais, a sala foi calculada para impressionar o visitante com a ideia da arte em todas as suas formas. As figuras de mármore de Apolo Citharaedus e As Nove Musas nos guarda-livros alinhados ao longo das paredes, cópias de antiguidades genuínas preservadas no Vaticano, foram feitas por escultores italianos. A Ariadne Adormecida também é cópia de um original do Vaticano. Polímnia constitui uma excepção, sendo uma antiga escultura romana cuja criação remonta ao século II.
A mesa de escrita, criada em 1784 por David Roentgen, é notável pelo uso adequado de mogno de diferentes tons e padrões de granulação, pelo seu excelente polimento e refinadas decorações em ormolu, as quais servem para revelar os contornos. O cadeirão na mesa, pintado em imitação de antigo bronze, foi desenhado por Voronikhin. As cornucópias que flanqueiam as costas foram escavadas na parte superior, como que para segurar potes de flores: as flores tinham um grande apreço no início do século XIX.
O candeeiro, com pingentes em forma de amêndoa, está em perfeita harmonia com a arquitectura e mobiliário da Biblioteca da Imperatriz. Este candeeiro, em forma de bola, etal como o seu gémeo na Sala das Tapeçarias, foi feito em 1804 a partir de esboços de Voronikhin. A armação em ormolu para candeeiros era geralmente feita em numerosas lojas de bronzistas de São Petersburgo, e o vidro e detalhes de cristal saíam da Imperial Casa do Vidro de São Petersburgo. O corte do cristal foi feito na Fábrica do Peterhof. Os maravilhosos candeeiros que adornam as galerias do Palácio de Pavlovsk com o brilho de todas as cores do arco-íris são obra de artesãos de São Petersburgo.
Em 1967, quando o palácio foi sujeito a obras de reconstrução, os pisos entalhados da Biblioteca da Imperatriz e das três salas do conjunto sul adjacentes, arruinadas pelo incêndio de 1803 e deixadas sem restauro, foram finalmente reproduzidas a partir de fragmentos datados do século XVIII. Estes pisos finamente desenhados foram feitos em amaranto, roseira, sândalo, palmeira e mogno.

### Quarto de Aparato da Imperatriz

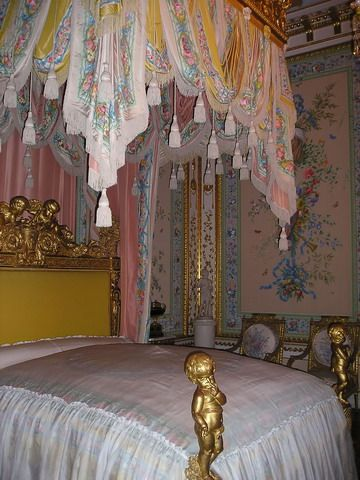
A cama do quarto de aparato da Imperatriz.

O Quarto de Aparato da Imperatriz foi decorado por Brenna em imitação aos quartos Reais dos reis de França. Ao contrário do severo classicismo dos apartamentos de aparato, este interior foi feito no estilo Luís XVI, em voga nas vésperas da Revolução Francesa de 1789. As paredes estão ornamentadas com molduras num dourado ligeiro num fundo branco, enquadrando painéis de seda em tons creme pintados em têmpera com "troféus rurais": frutos, flores, instrumentos musicais e implementos de jardinagem no interior de um bordo em forma de rede decorada com flores. Estes painéis, assim como os bordos  em cores de raro brilho e frescura, foram feitos por Johann Jacob Mettenleiter a partir de esboços do holandês Willem van Leen, o qual trabalhou para a corte Real em Paris.
O tecto do quarto foi pintado em harmonia ocm a decoração das paredes. Mostra uma vista interior com um belo arco de rede coberto por rosas e outras flores e, contra o seu azul nas aberturas ovais, pavões, o símbolo da felicidade conjugal.
O mobiliário do Quarto de Estado é um triunfo da arte dos fabricantes de móveis. A magnífica cama dourada, por baixo de uma canópia pendurada com draparias de seda, é refinadamente entalhada com uma variedade de motivos: cestos cheios de flores, símbolo da abundância, um altar de amor sobre o qual cupidos seguram uma coroa de rosas, galgos, símbolo da fidelidade, esfinges, um símbolo de longevidade, signos do zodiaco, e outros símbolos e emblemas típicos da arte do século XVIII.

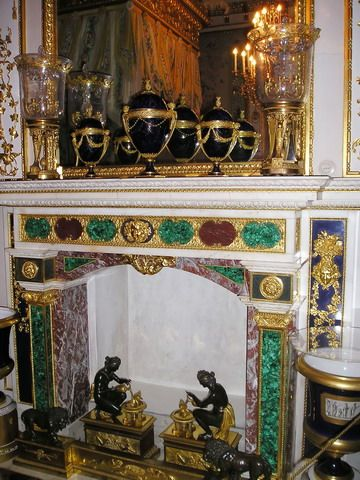
A lareira do quarto de aparato da Imperatriz.

Igual perfeição de desenho e artesanato o delicado sofá tipo duquesa e as poltronas com os símbolos dos proprietários unidos nas costas. Este, e alguns outros conjuntos de mobílias feitos por Henri Jacob para o Palácio de Pavlovsk, não têm analogia nos restantes museus dos palácios imperiais russos.
Numa caixa de madeira próxima da janela fica o famoso conjunto de toilet feito em Sèvres, no ano de 1782, por ordem de Maria Antonieta para presentear Maria Feodorovna. O conjunto compreende mais de sessenta peças de Sévres pintadas em ouro, sobre um vidrado azul, com  motivos clássicos, tendo aplicadas decorações de ouro extremamente delicadas, com declives diminutos de esmaltes coloridos fundidos na superfície para imitar pedras preciosas. Esta técnica era considerada na época a última palavra na arte da decoração de porcelanas. De soberbo fabrico é o espelho oval adornado com as figuras das Três Graças em biscuit. Os modelos para as três esculturas  foram feitos por Louis Simon Boizot, director de escultura na fábrica de Sèvres. As decorações de ouro e bronze são obra de Jean Claude Duplessis, ourives da corte francesa, e a imitação das pedrarias foi feita pelo esmaltita Joseph Cotteau, o inventor desta técnica. Esta obra prima com fama mundial custou a quantia astronómica de 60.000 livres, nunca mais tendo sido fabricado um conjunto como este.
O candelabro no Quarto de Aparato da Imperatriz é um dos melhores trabalhos dos artesãos de São Petersburg daquele período, o final do século XVIII. O seu friso de bronze ligeiro parece parece derreter-se no meio dos belos festões de cristal cintilante cheios de cores prismáticas, cujo efeito é aumentado pela haste de vidro avermelhado. O uso de vidros coloridos em candeeiros é uma distinta técnica russa.

### Gabinete da Imperatriz
O Gabinete da Imperatriz tem mantido, em grande medida, a rica decoração arquitectónica criada por Brenna no início da década de 1790. As suas paredes estão decoradas com pilastars de mármore feitas em Roma e pintadas com motivos grotescos a partir das galerias de Rafael no Vaticano. Os espaços entre as pilastras estão decorados com oito painéis paisagísticos reproduzindo vistas indianas, pot Thomas Daniell, gravados por Thomas e William Daniell, pintores paisagistas ingleses que haviam trabalhado extensamente na Índia.
Dos relevos de mármore, dois são antiguidades romanas genuínas do século II. Um deles é um retrato de meio corpo de um ancião romano, o outro mostra uma figura terminal, com um instrumento musical no pedestal. Os retratos em baixo relevo de Alexandre o Grande e da sua mãe, Olympia, são obras italianas do século XVIII.
A elegante lareira do gabinete, com um nicho decorado com espelhos, está colocada num pórtico duas colunas monolíticas de pórfiro trazidas de Roma. O pórtico clássico possui um frontão no centro composicional do interior. O tecto colorido com quatro paisagens arquitectónicas, apresentando a manhã, dia, tarde e noite, foi pintado, em 1804, por Giovanni Scotti a partir dos seus próprios esboços. Os grupos de cupidos com coroas de flores, encimando a cornija da porta, assim como os ornamentos dourados nos painéis das mesmas, são baseados em desenhos de Voronikhin.
O mobiliário do Gabinete da Imperatriz está em perfeito acordo com a decoração arquitectónica. O grande vaso de pórfiro, adornado com ormolu, fabricado em 1789 na Fábrica Kolyvan, e os vários outros objectos em pedra colorida que se erguem na lareira, harmonizam-se de forma excelente com as colunas de pórfiro do pórtico.
A cor de bronze antigo verde, imitando as figuras pintadas no tecto, as quais representam esculturas clássicas, e as mobílias feitas em estilo clássico de acordo com desenhos de Voronikhin, tem eco no tom verde do candeeiro de cristal em forma de lâmpada antiga, suspenso em longas correntes. Duas secretárias em mogno, por David Roentgen, e a mesa de escrever assinada por P. Denizot, gémea da existente no Estúdio de Paulo I, com um relógio em banda giratória e castiçais, também merece menção. O elegante piano em caixa de marchetaria foi feito no ano de 1774 em Londres. Este esteve, em tempos, no Pavilhão Rosa do parque, onde foi usado por muitos músicos celebrados de visita a Pavlovsk; no entanto, o Pavilhão Rosa desapareceu, como muitas outras coisas, durante a Segunda Guerra Mundial.
Uma peça de mobiliário muito interessante é a mesa redonda com ricas decorações de ormolu feita pela Imperial Fábrica de Porcelanas de São Petersburgo, em 1789. O seu tampo, com quase um metro de diâmetro, é de porcelana; este carrega uma pintura do Palácio de Pavlovsk tal como aparecia na época de Cameron. A descarga de uma tão grande porção de porcelana era quase um milagre da técnica naqueles dias. Cariátides de porcelana branca vidrada adornam as pernas da mesa. O contraste do branco brilhante da porcelana, o matiz escuro da estrutura e as decorações de ormolu, fazem da mesa um objecto de refinada beleza. Nenhuma outra fábrica de porcelana da Rússia produziu uma peça comparável a esta desde então.
Um relógio e um candelabro em porcelana de Sèvres com decorações de bronze, um queimador de perfume de mármores coloridos italianos - presente do Rei da Sardenha - e muitos outros objectos notáveis completam a decoração deste magnífico interior.

### Sala de Vestir da Imperatriz

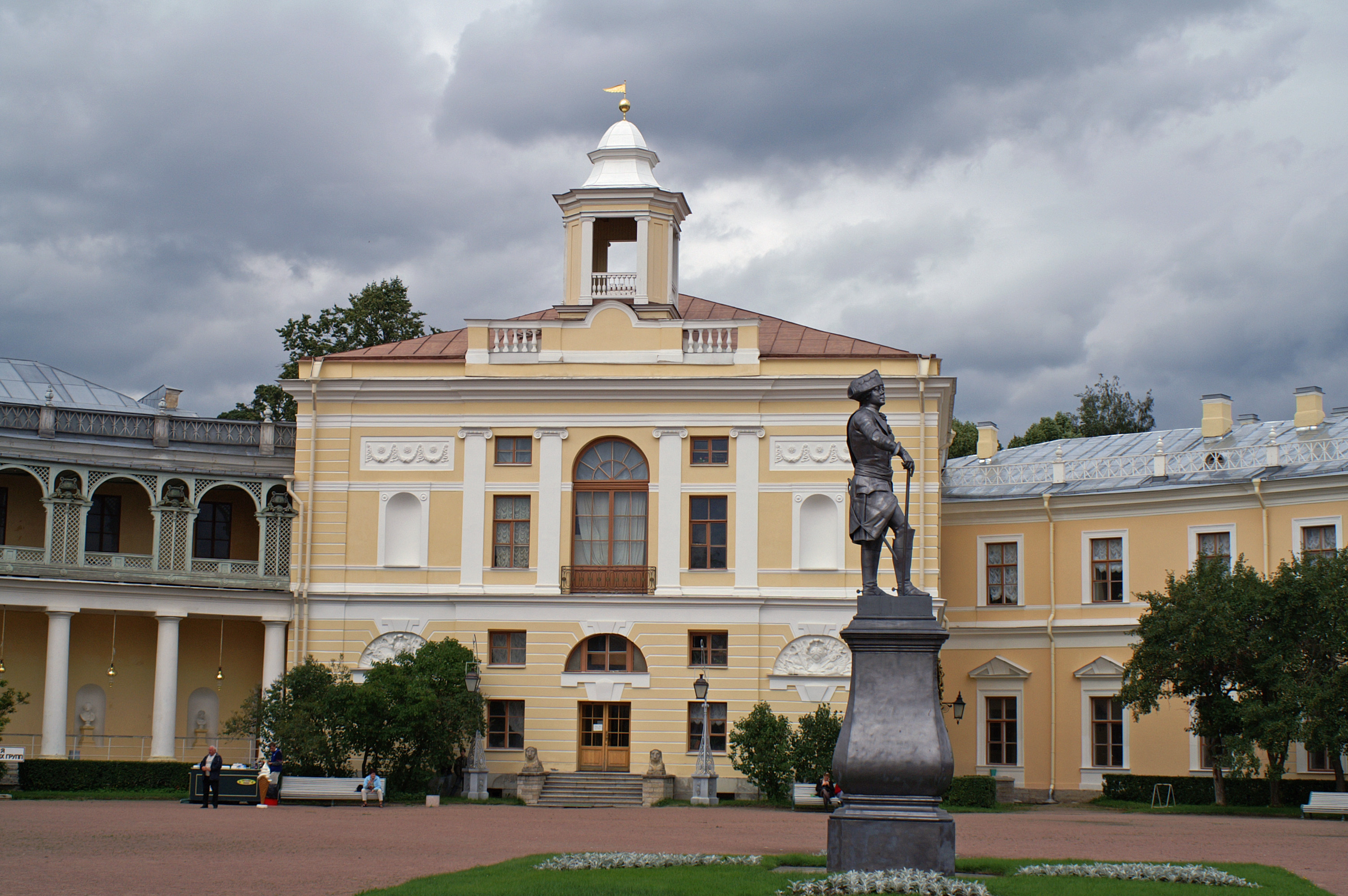
Parte central da ala norte do Palácio de Pavlovsk.

A Sala de Vestir da Imperatriz, a qual termina o conjunto sul, é um dos mais pequenos aposentos do palácio. É elegantemente ornamentada com modelagens de estuque, baixos relevos clássicos por Ivan Prokofyev, e painéis com vistas do Parque de Pavlovsk Park pintadas a fresco por Andrey Martynov e Giovanni Scotti. Os finos ornamentos brancos em fundo azul pálido, e as delicadas grinaldas de rosas ligeiramente traçadas nas abóbadas cofradas do tecto, dão um raro encanto a esta sala, lembrando uma peça de cerâmica de Wedgwood.
No lado oposto à porta da varanda fica a sala do fundo da Galeria de Pintura. Para reduzir o desagradável efeito provocado por uma superfície fechando a vista, foi pintado um fresco com um magnífico pórtico de um edifício clássico com colunas, um pátio interno e um arco. Esta perspectiva ilusionística é o único fragmento sobrevivente desta parte da decoração mural original do palácio, a qual foi pintada por Gonzaga.
Notável entre os móveis da sala é a mesa de vestir com um espelho numa caixa flanqueada por vasos, uma cadeira e a um apoio de pés, além de outros objectos de aço de Tula, decorada com bronze dourado, incrustações de prata e milhares de "diamantes" de aço, cada um deles executado individualmente, facetados e polidos, reluzentes como pedras preciosas. Esta obra prima foi criada entre 1788 e 1789 por um artesão chamado Semion Samarin. Objectos de arte em aço foram produzidos pelos fabricantes de armas de Tula nos seus tempos livres, nas suas próprias casas.
O auge da perfeição na técnica de cortar aço é uma pequena mesa de trabalho com um apoio de pés, feito em Tula no ano de 1801. Esta consiste em mais de 10.000 detalhes forjados individualmente formando um refinado desenho ornamental, animado com polidura, ormolu e incrustações de ouro. A colecção Pavlovsk de obras de arte em aço ilustra toda a gama de técnicas empregues pelos artesãos de Tula.
Originalmente, a Sala de Vestir da Imperatriz Maria Feodorovna estava colocada no mesmo plano da Sala de Vestir de Paulo I: também tinha uma forma oblonga com uma abside em cada extremo, sendo embelezada com painéis mostrando paisagens arquitectónicas. No entanto, quando os novos apartamentos de aparato foram construídos na secção sul do palácio, Brenna alterou a Sala de Vestir da Imperatriz para providenciar uma ligação entre os blocos central e sul. Fê-lo menor, usando uma parte do seu espaço, juntamente com duas outras pequenas salas, para criar o novo aposento para as aias ao serviço da Imperatriz.

### Sala das Aias
A decoração da Sala das Aias é modesta, em concordância com a sua função original; as paredes possuem painéis de estuque branco e ligeiramente colorido emoldurados com graciosas moldagens.
este aposento contém muitos exemplares de mobilas de primeira classe, tais como um sofá e poltronas de manufactura russa do século XVIII, estofados em seda, com um desenho de cisnes  e faisões, produzida na fábrica têxtil de Lazarev, próximo de Moscovo; uma secretária com tampo cilíndrico por David Roentgen; e uma cómoda com incrustações marcada por J. Dautriche. Entre as pinturas existem telas de Jean-Baptiste Greuze, Hubert Robert, Carle van Loo e outros pintores do século XVIII.
Os candelabros de bronze criados por Pierre Gouthiere são notáveis pelo seu refinado desenho, tal como o é um relógio com uma cena da ópera Le Déserteur (1769), do francês Pierre-Alexandre Monsigny, para o qual foi acrescentada uma caixa de música, em vidoeiro da Carélia, por artesãos russos. Os mecanismos tocam várias árias daquela ópera, popular no século XVIII.

### Quarto
O Quarto, um dos mais delicados aposentos existentes no conjunto privado da Imperatriz Maria Feodorovna, foi decorado em 1805 a partir de esboços de Andrey Voronikhin.
As pinturas polícromas são o principal elemento da decoração: grinaldas - de flores selvagens  e de jardim e coroas de lilazes - estão fixadas ao estuque branco sobre as paredes; o tecto foi pintado para lembrar o céu com brilhantes estrelas de ouro. A pintura foi feita por Giovanni Scotti a partir de esboços de Voronikhin. As lareiras cobertas por jaspe verde de Kalkan foram executadas de acordo com desenhos de Voronikhin nos Trabalhos de Pedra de Ekaterinburg.
O conjunto da mobília, pintada de preto e com decorações entalhadas, compreende um sofá, o qual foi usado como cama, cadeirões e tamboretes de forma antiga. Estas peças foram fabricadas na oficina de Friedrich Hagemann, um fabricante de móveis de São Petersburgo. A sala também contém um armário e pequenas mesas da oficina de Heinrich Gambs, e alguns excelentes exemplos de mobília francesa, tal como uma consola ornamentada com bronze, por Pierre Thomire, e as cómodas da oficina de Dominique Daguerre.

### Gabinete Oval
O pequeno Gabinete Oval adjacente ao Quarto, o qual foi em tempos drapejado em musselina e por esse motivo chamado de canópia, foi redecorado, de acordo com o desenho de Voronikhin, para combinar com o Quarto, com os seus estuques sobre as paredes, as suas grinaldas de flores pintadas, etc.
Ambos os interiores são bons exemplos da moda das flores, característica do início do século XIX. As coroas de flores e festões podem ser encontrados não só na pintura das paredes e do tecto, mas também nos estofos da mobília, mo desenho das draparias e nos tapetes. Flores a crescer nas floreiras e flores cortadas em vasos, usados em grande profusão, reforçam o efeito dos motivos florais na decoração de interiores.
O Gabinete Oval abre-se para um pórtico com seis colunas de mármore, igualmente construído por Voronikhin, ao qual Rossi adicionou mais tarde um alpendre com um gradeamento e cobertura em ferro forjado, o qual foi decorado com flores e plantas, oferecendo uma vista encantadora  dos arbustos floridos e dos caminhos do Jardim Privado.

### Sala de Jantar

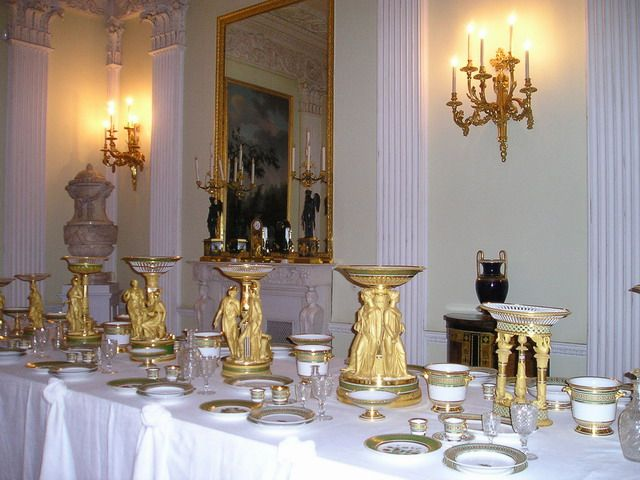
Sala de Jantar do Palácio de Pavlovsk, com peças do precioso serviço Guryev sobre a mesa.

A Sala de Jantar, a maior das salas do andar térreo, foi desenhada por Cameron; o trabalho de decoração começado por ele foi concluído por Brenna. O modelo rítmico de pilastras brancas acanaladas com capitéis coríntios no pálido verde pistáchio do fundo das paredes dá à galeria um ar digno. As paredes são encimadas por um friso moldado com cachos de acanto, vasos clássicos, cupidos, leões, etc.
A larga grinalda oval de folhas de louro no centro do tecto foi pensado como uma moldura para um painel que, no entanto, nunca foi pintado. Ao reconstruir a galeria, Voronikhin acrescentou, com muito tacto, à decoração de Cameron um bordo finamente desenhado em harmonia com o enquadramento. O abundante acanto de que Voronikhin era tão apreciador combina perfeitamente com o estilo arquitectónico de Cameron - um antigo ornamento em baixo relevo num fundo delicadamente colorido.
A janelas francesas de vidro laminado da Sala de Jantar abrem para uma ampla escadaria que desce para o parque. Isto cria um sentido de união com a natureza, o que é sustentado por painéis paisagísticos nas paredes da Sala de Jantar, os quais representam o parque com a queda de água do Slavianka, a Cascata Ruína em Velha Sylvia, o Templo da Amizade e a Torre de Vigia, pintados pelo artista russo Andrey Martynov em 1800.
Muitos objectos em porcelana decoram os interiores, recordando o período inicial de Pavlovsk, como por exemplo artigos fabricados na Imperial Fábrica de Porcelana de São Petersburgo e pintados a partir de desenhos de Andrey Martynov e do seu professor, Semion Shchedrin. Os medalhões nos dois vasos criados cerca de 1763, actualmente exibidos na Sala de Jantar, mostram os primeiros edifícios da cidade de Pavlovsk, o Paullust e o Marienthal, alguns dos pavilhões do parque e mesmo o palácio idealizado por Cameron durante o processo de construção, com figuras instantâneas de trabalhadores nos andaimes.
Outro tesouro artístico exibido na Sala de Jantar é o chamado serviço de jantar em porcelana Guryev, com decorações escultóricas executadas a partir de modelos de Stepan Pimenov. Foi feito entre 1807 e 1817 na fábrica Imperial atrás citada.
O serviço Guryev é notável pelo tema das suas pinturas e decorações escultóricas. Sendo um trabalho de arte da corte, evidencia um interesse pouco comum até então pela vida das pessoas comuns. Constitui uma explicação da história do país. A Guerra de 1812 contra Napoleão, cujos exércitos haviam invadido a Rússia, causou um tremendo crescimento do sentimento patriótico entre todos os estratos da sociedade russa. Os altos vasos de sobremesa do serviço Guryev, pensados para ocupar uma proeminente posição ao longo da linha central da mesa, são decorados com figuras escultóricas de camponesas em trajes tradicionais russos. Temas relacionados com as danças russas foram pintados nos baldes de gelo, e figuras em trajes nacionais representam, nos pratos, os vários povos do Império Russo. Os refrescadores de vinho foram embelezados com vistas de Moscovo e São Petersburgo e dos arredores das duas cidades, feitos a partir de telas e desenhos de pintores de paisagens como Semion Shchedrin ou Fiodor Alexeyev. O profundo tom bronzeado em combinação com o ouro dá ao serviço um ar de esplendor e dignidade.

### Pequena Lanterna
A Pequena Lanterna, um dos melhores trabalhos de Voronikhin, é uma jóia da decoração de interiores russa do século XIX. Foi criada, em 1807, no lugar de uma pequena sala que havia servido de biblioteca privada, uma função mantida pelo recém-construído aposento. Voronikhin substituiu a parede exterior por uma janela curvada em direcção ao parque, com uma semi-abóbada cofrada suportada por quatro comunas jónicas cobertas com estuque branco. Os espaços entre as colunas encontram-se preenchidos por janelas, juntando o interior com o Jardim Privado e criando uma sensação de unidade com a natureza. A ligação com o exterior é estreitada pelas flores que crescem nas floreiras, as quais parecem continuar os parterres do jardim. Visto de encontro à paisagem, o arco ergue-se numa silhueta ousada, suportado por duas graciosas cariátidas em vestes antigas, trabalho de Vasily Demuth-Malinovsky. Este enfatiza o contraste entre a luminosidade da janela curvada e a escura sombra interior. Este efeito de contraste é realçado pelos guarda-livros brancos e pelos dourados pintados na mobília. A dignidade de formas e a harmoniosa combinação da decoração arquitectónica e dos mobiliários dão ao interior uma beleza clássica, criando ao mesmo tempo uma disposição de conforto e privacidade.
Os quadros formam um importante elemento da decoração. A sua escolha é característica das colecções do palácio daqueles dias. A maior parte das telas pertencem a pintores italianos da escola académica, dos séculos XVII e XVIII, tais como Guido Reni, Carlo Dolci, Francesco Albani, Francesco Parmigianino e outros. Também estão ali expostas obras de proeminentes pintores franceses do mesmo período como, por exemplo, Charles Lebrun, Pierre Mignard, Sebastien Bourdon, e também de Jose de Ribera, o célebre espanhol.
Expostos sobre os baixos guarda-livrosencontram-se vasos moldados a partir de desenhos de Voronikhin. O de jaspe verde teve origem nos Trabalhos de Pedra do Peterhof, enquanto as porcelanas atenienses pintadas na cor do bronze patinado, com decorações de ormolu, são trabalhos da Imperial Fábrica de Porcelana de São Petersburgo.
A secretária e mesas de escrita, de David Roentgen, e as pequenas mesas com tampos de bronze, vidro colorido e cristal providenciados com implementos de escrita, caixas para cartas com uma fechadura e coberturas unidas por lados de couro flexível, caixas e outros objectos, a maior parte deles ofertas, são característicos dos interiores do século XIX.

### Sala das Pilastras
A Sala das Pilastras, criada em 1800 por Giacomo Quarenghi, foi pensada para servir como uma sala de recepção no conjunto dos aposentos privados. De todos os interiores de Quarenghi este é o mais impressionante. Tem uma forma ligeiramente curvada para acompanhar o contorno da galeria anexa. As paredes são ritmicamente articuladas por pilastras da Ordem Coríntia, cobertas por estuque amarelo dourado imitando o mármore de Siena, as quais enriquecem o esquema de cor. Aqui, Quarenghi permitiu-se um afastamento do seu estilo habitualmente severo, instalando nas paredes painéis em relevo, coloridos em imitação ao antigo bronze verde escuro. A combinação de estuque amarelo e branco com a decoração de "bronze" escuro, dá à decoração deste interior relativamente pequeno uma qualidade monumental, sem destruir, no entanto, o seu modo íntimo. A pintura do tecto, feita a partir de desenhos de Giovanni Scotti, também inclui motivos que reproduzem ornamentos em bronze patinado, tal como elos antigos, cachos de acanto, ou figuras de esfinges, e também é subordinada ao esquema de cores do aposento.
A Sala da Pilastra é um dos melhores interiores de Quarenghi ilustrativos do estilo clássico russo. As suas funções, como local para recepções menos formais e mesmo para reuniões familiares, determinaram a escolha da mobília, a qual inclui consolas, secretárias, um biombo, mesas de trabalho, etc.
A maior parte das peças foi feita a partir de desenhos de Andrey Voronikhin nas oficinas de Heinrich Gambs. Austera na forma e elegante na decoração, com ornamentos de bronze e entalhes de ébano, o seu trabalho é distinguido pela rara perfeição da ornamentação e pelo fino sentido de beleza natural da madeira, a qual foi trazida foi fornecida por um excelente polaco.
Voronikhin também desenhou muitos outros objectos decorativos da Sala das Pilastras, como por exemplo as Atenienses de cristal - taças e trípodes - obeliscos de pedras coloridas e os vasos em jaspe dos Urais, executados em Ekaterinburg.

### Sala de Vestir
A Sala de Vestir foi criada em 1800 a partir do desenho de Giacomo Quarenghi, o qual lhe deu uma decoração clássica austera. As suas paredes cobertas por estuque branco com bordos no mesmo material foram acabadas com um largo friso pintado de cinzento e verde articulado com mísulas moldadas. Tanto o friso como o tecto foram feitos em grisaille por Giovanni Scotti. As clássicas cornijas das portas enfatizam a severa arquitectura do interior.
A mobília está em perfeita harmonia com a decoração da sala, tendo sido executada segundo desenhos de Voronikhin. A consola, o canapé Recamier, os cadeirões e os tamboretes, entalhados e pintados na cor do bronze antigo com embelezamentos em dourado, apresentam uma variedade de formas e motivos decorativos. A secretária de mogno, da oficina de Heinrich Gambs, está provida de recipientes para vasos de flores. Este tipo de mobília, feito a partir de desenhos de Voronikhin, encontra-se somente em Pavlovsk.
O famoso conjunto de lavagem "Voronikhin", com cristais pretos, amarelo-âmbar, azuis e incolores montados em ormolu, compreende um apoio, uma bacia e um jarro de refinada beleza. O jarro, feito de sete partes separadas de cristal azul e incolor, é um mistério do fabrico de vidro, o qual os especialistas modernos ainda estão longe de resolver.
Um apurado sentido de beleza e uma técnica altamente desenvolvida habilitou os artesãos russos a criar uma outra obra prima, O conjunto de toilete verde de porcelana, feito para o Palácio de Pavlovsk entre 1800 e 1801 na Imperial Fábrica de Porcelana de São Petersburgo. Este conjunto inclui um espelho octogonal num friso de ormolu com uma águia segurando uma grinalda, montado num apoio de porcelana com figuras femininas sentadas em biscuit. Cupidos com grinaldas, também em biscuit, adornam um par de delicados candelabros de porcelana com hastes de ormolu terminando em rosas, as quais escondem as cavidades.
Existem ali ao todo trinta e quatro peças incluindo um serviço de pequeno-almoço, todas com uma forma agradável e decoradas com delicadas pinturas grisaille pintadas em painéis reservados, representando motivos clássicos. A delicada cor de pavimento verde-pistachio está lindamente enriquecido pelo excelente dourado representando um desenho de acanto em relevo de ouro brilhante num chão morto do mesmo metal. O conjunto de toilete verde é representativo da porcelana russa do período clássico, com as suas formas sofisticadas, coloração refinada e alta qualidade de acabamentos.
A lâmpada de alabastro suspensa em correntes de bronze é típica da decoração dos apartamentos privados do século XIX. Este brilha com uma quente luz difusa que dá grande encanto ao interior.

## O Parque de Pavlovsk

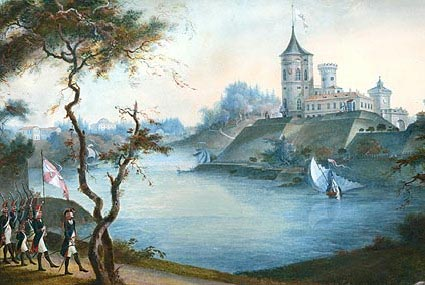
pintura representando o forte no Parque de Pavlovsk.

O Parque de Pavlovsk, um dos maiores parques da Rússia, com uma área de 600 hectares, pode ser considerado como uma enciclopédia da arquitectura paisagística. O seu esquema reflecte todas as tendências no desenho de jardins na Europa ao longo dos século XVIII e XIX. O estilo regular, ou formal, francês é empregue na área do palácio; o estilo italiano, nos Grandes Círculos, escadaria de Brenna e no Anfiteatro; o estilo holandês no Jardim Privado; e o estilo paisagista inglês no vale do Siavianka e noutras secções.

### Portões do Palácio

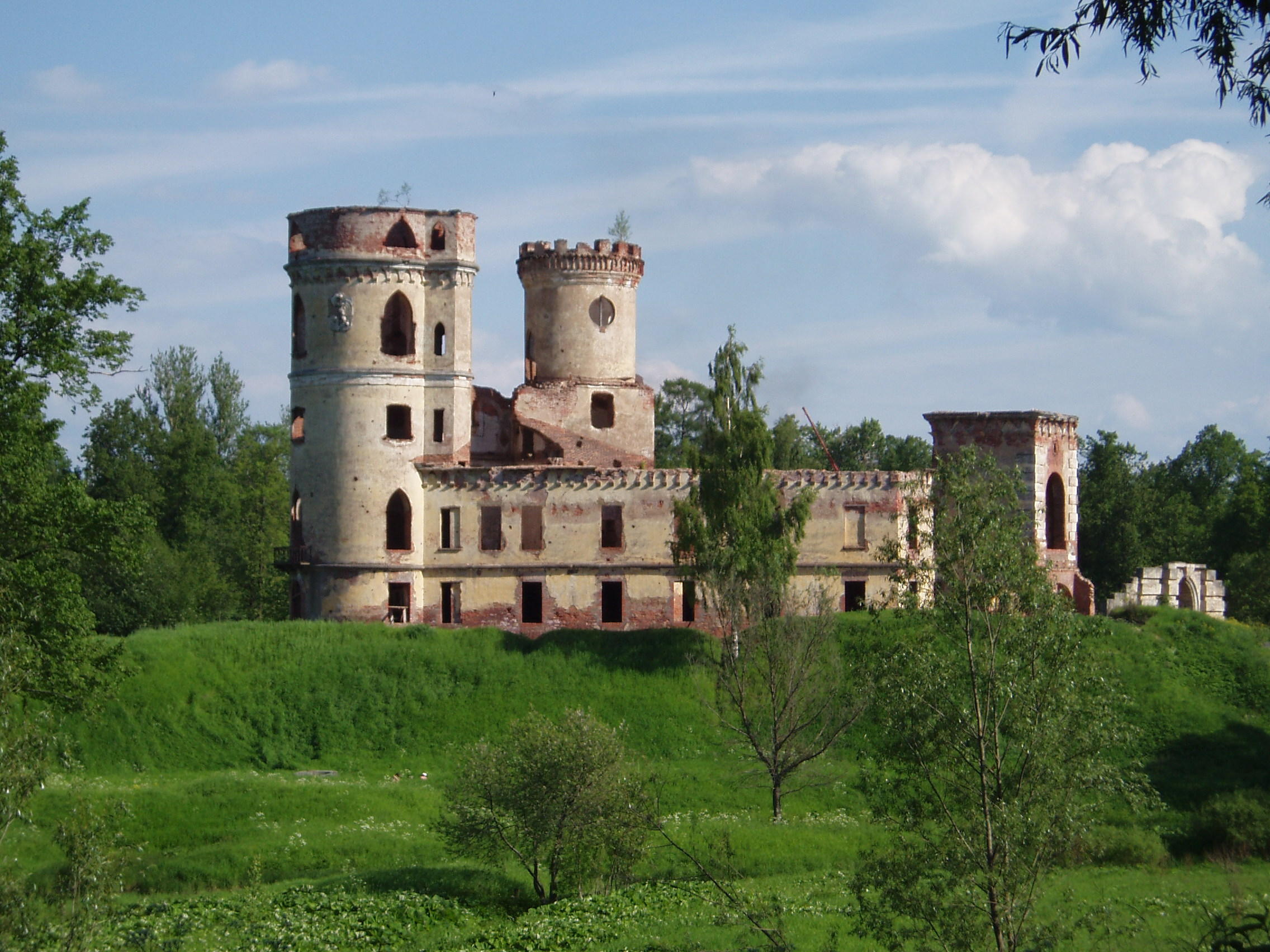
Ruinas do forte do Parque de Pavlovsk.

Ampla e maciça, a severa ordem dórica da portaria, feita de ferro fundido pintado, tem a intenção de impressionar. O portão foi realizado a partir de um desenho de Brenna e concluído a partir de 1802, um ano depois da morte de Paulo I.
Imediatamente depois de se entrar na propriedade através do portão, detecta-se uma personalidade diferente daquela que se detecta nos palácio de Catarina, os quais foram edificados para impressionar um visitante com a cultura e o intelecto da grande czarina. Eram essas as virtudes que Catarina preferia difundir nos seus edifícios.
Apesar de já ter falecido aquando da sua construção, Paulo I deve ter estado implicado de alguma forma no desenho da portaria. Claramente, a intenção de Paulo I era impressionar os seus visitantes com a sua atitude e força de vontade militares. Sobre o portão está colocado o brasão Imperial da Rússia, a dupla águia. As águias estão em falta nas suas coroas.

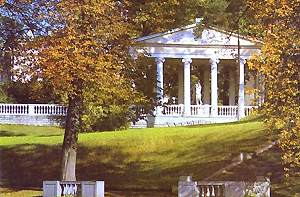
O Pavilhão das Três Graças.

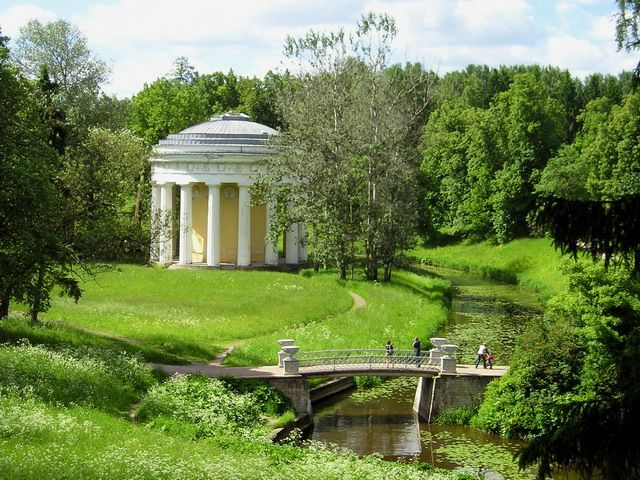
O Templo da Amizade.

### Pavilhão das Três Graças
O Pavilhão das Três Graças, com as suas colunas jónicas, foi construído por Cameron em 1800. A escultura central representando as Três Graças é um trabalho de Triscorni, o qual copia Canova, tendo ficado concluída a partir de 1803. Esta escultura foi poupada da destruição durante a Segunda Guerra Mundial por ter sido enterrada a nove metros de profundidade, pelos trabalhadores do museu, pouco tempo antes da chegada das tropas germânicas.

### Colunata de Apolo
A estátua do Belvedere de Apolo, a qual forma a peça central da colunata, era considerada pelos entendidos oitocentistas como o ápice da Arte Clássica, tendo sido amplamente copiada. Em 1817, uma terrível inundação do Rio Slavyanka minou as fundações da colunata, o que provocou a queda de uma das secções, criando o aspecto de ruína pitoresca que apresenta actualmente.

### Templo da Amizade
O Templo da Amizade é uma pequena construção circular, rodeada por colunas caneladas com capitéis dóricos. Foi desenhado e construído por Charles Cameron entre 1780 e 1782.

### Imagens do Parque de Pavlovsk

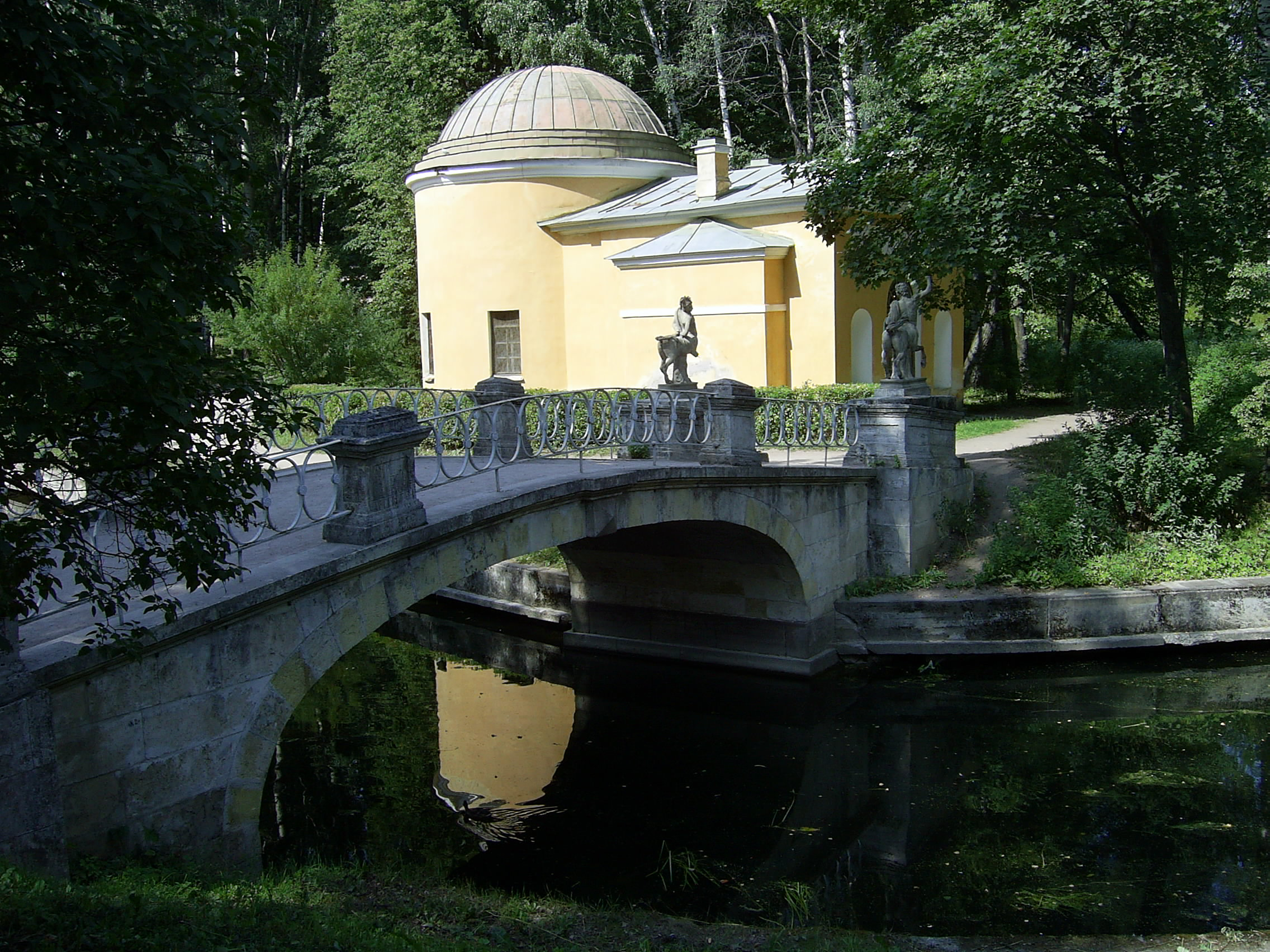
Ponte
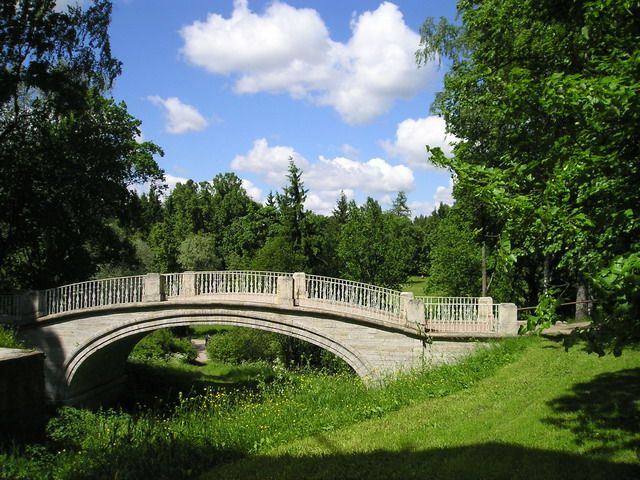
Ponte
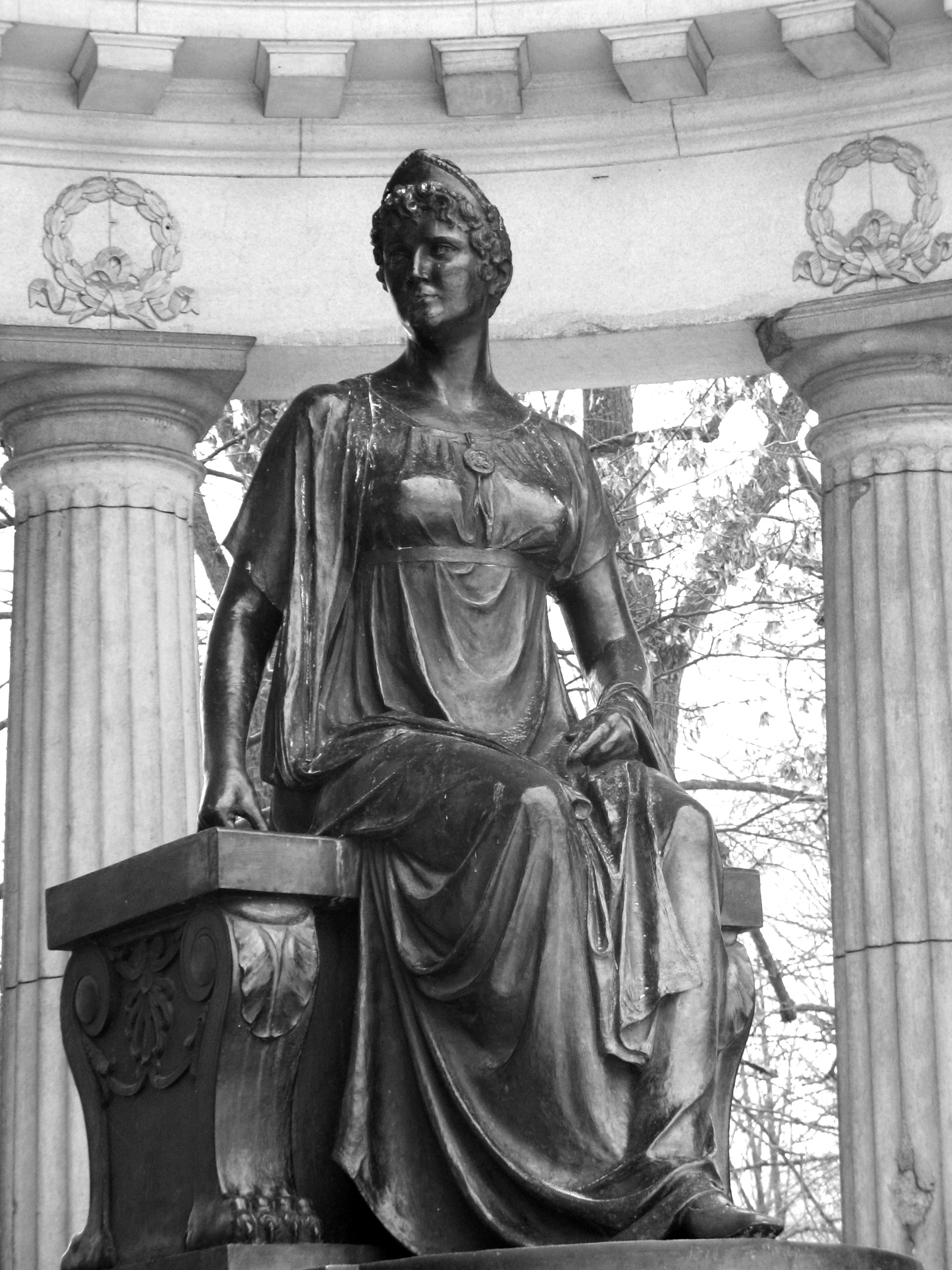
Estátua de Maria Feodorovna
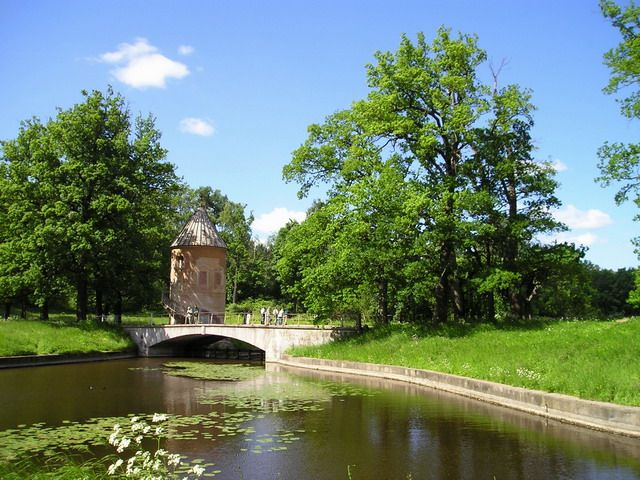
Torre
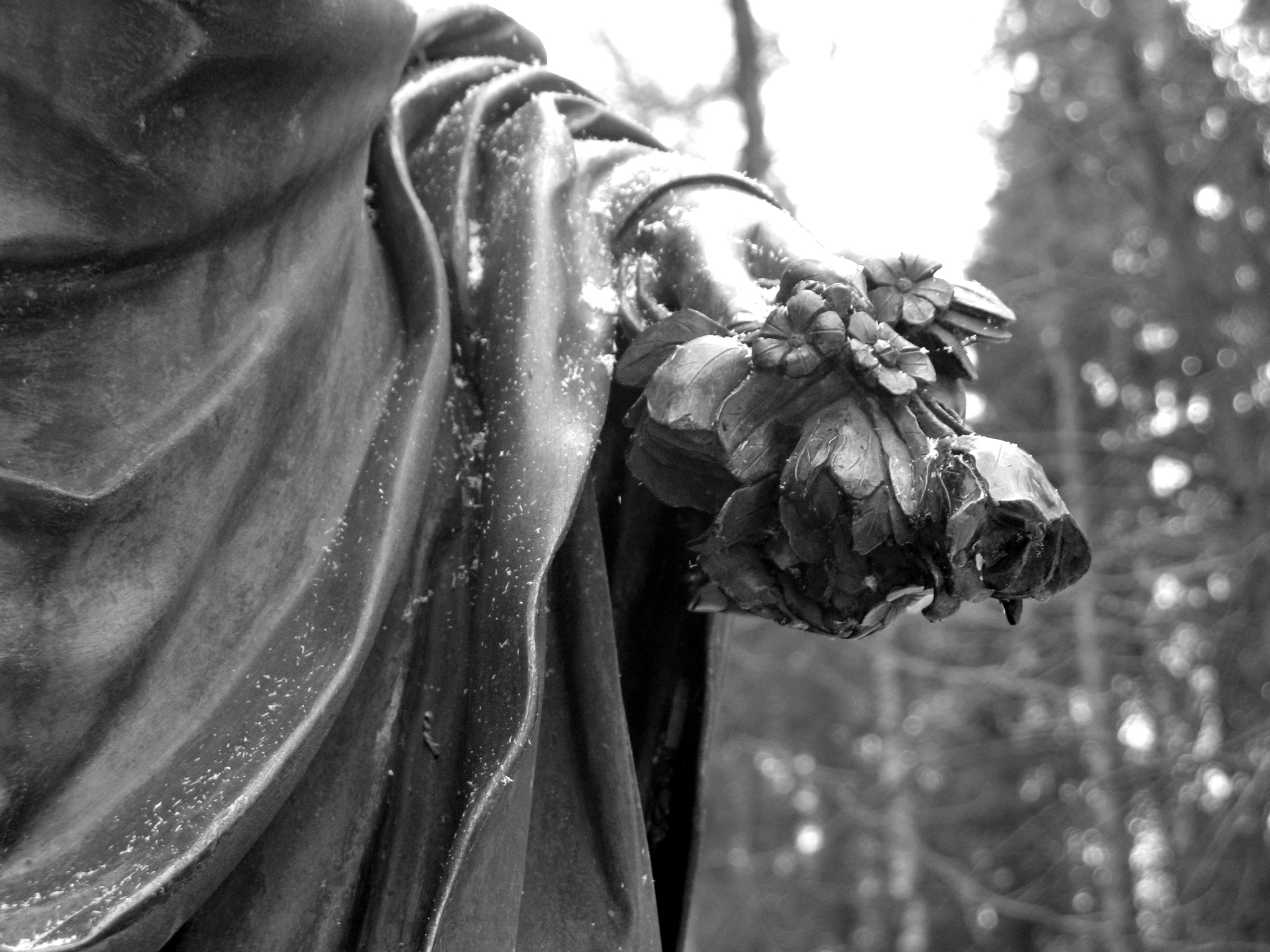
Fragmento da estátua Rapariga com Flores
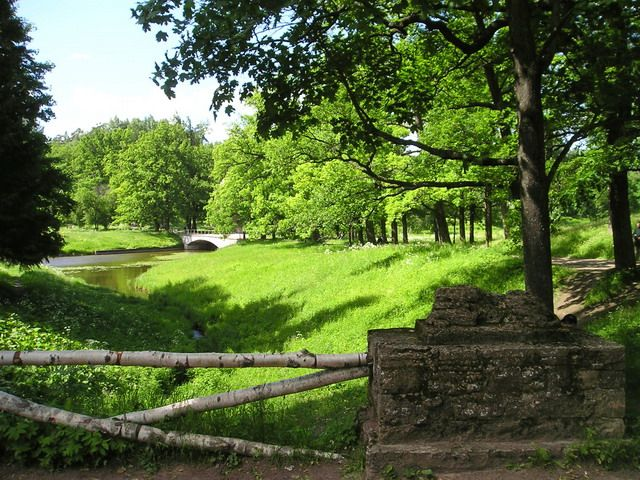
Vista do parque à inglesa
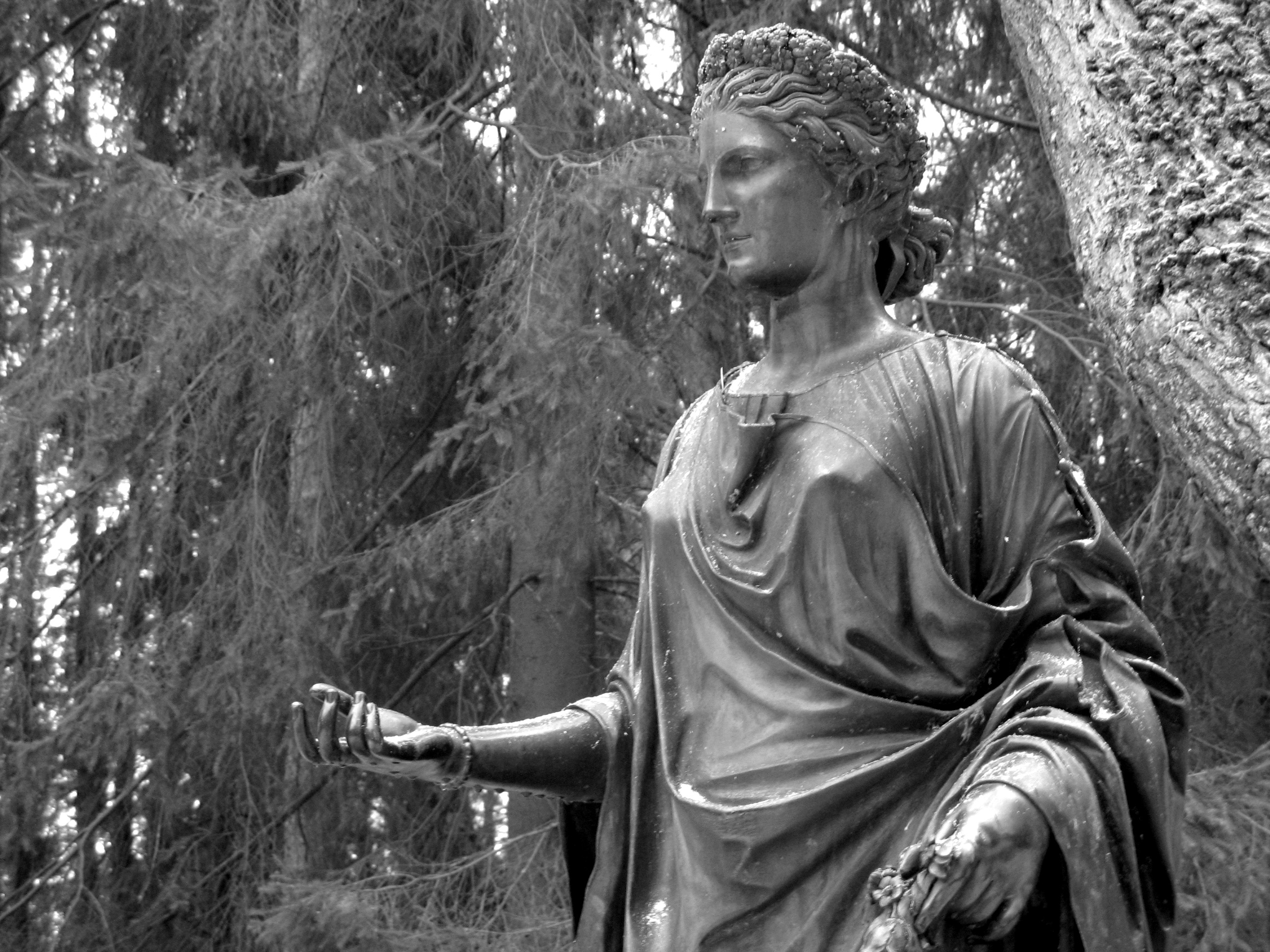
Fragmento da estátua Rapariga com Flores
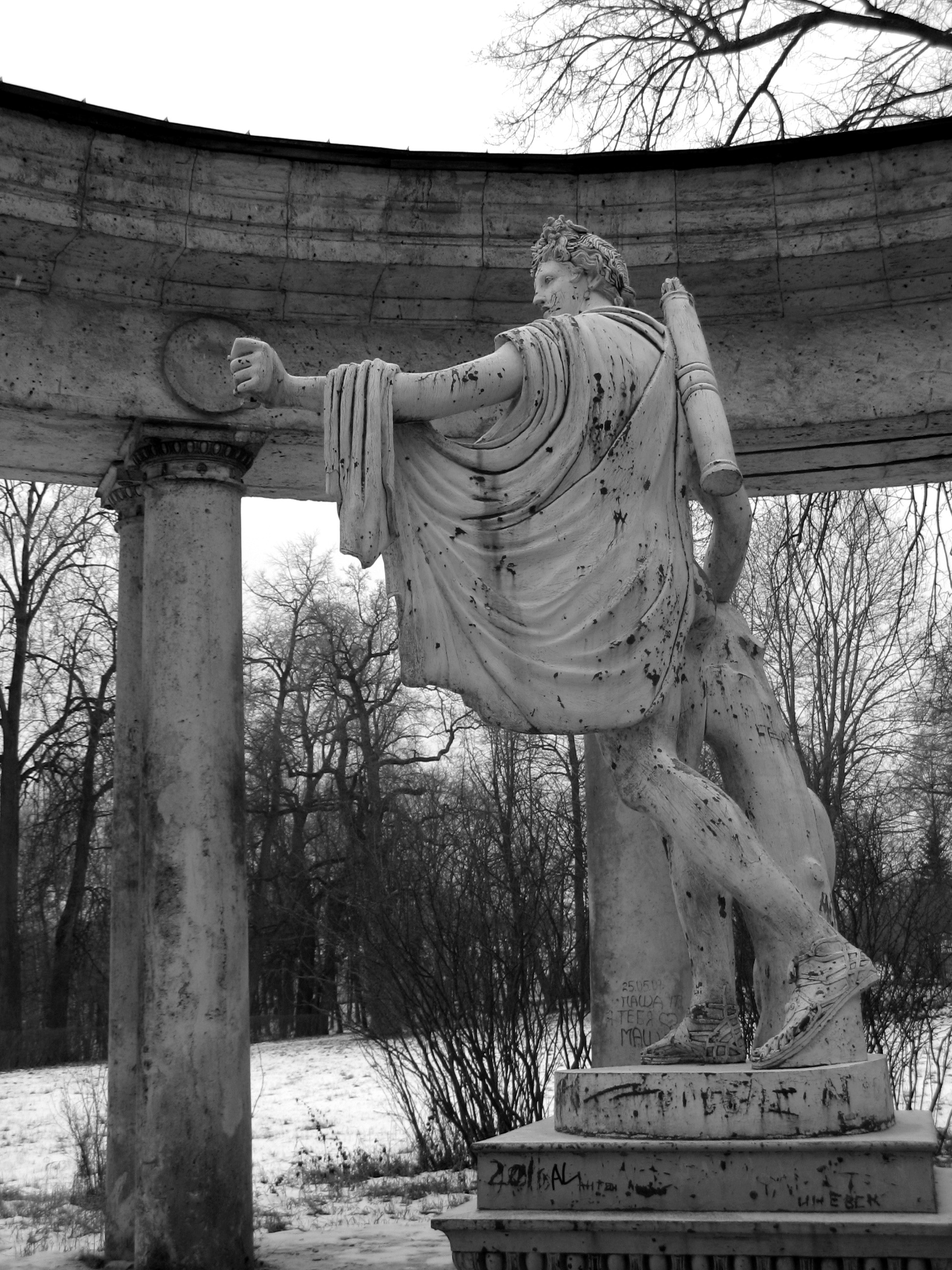
Estátua da Juventude com tremor